# Heilig-Kreuz-Münster (Schwäbisch Gmünd)

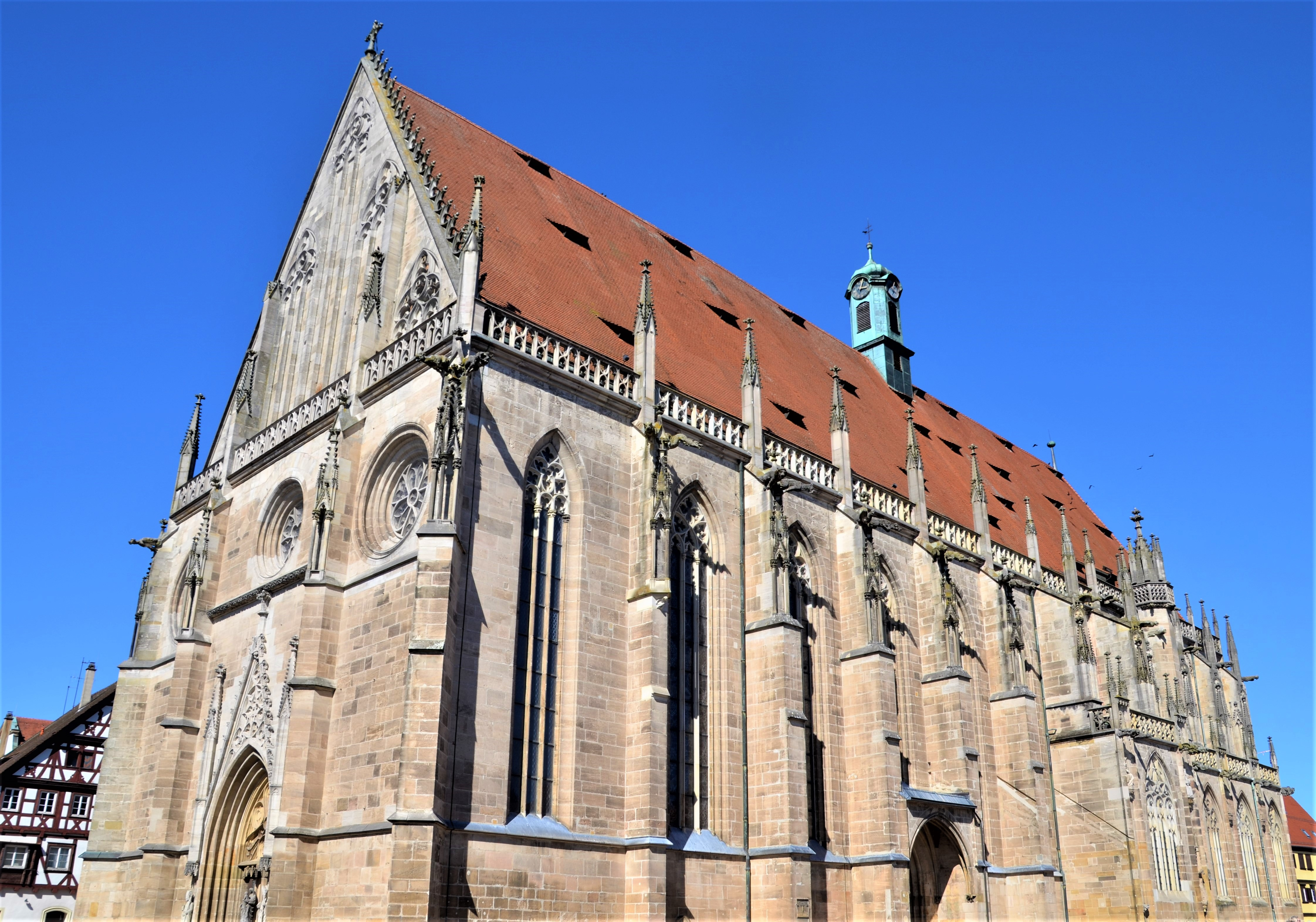
Langhaus von Südwest (ab 1330)

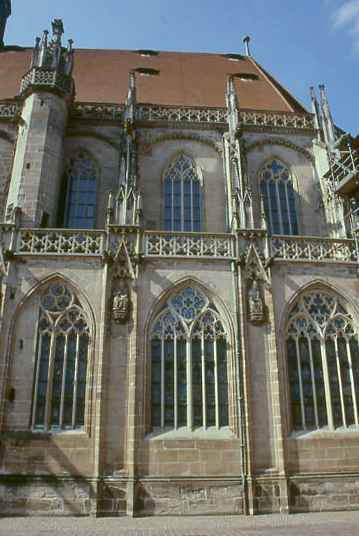
Chor, ab 1351

Das Heilig-Kreuz-Münster (von 1761 bis 1803 Stifts- und Kollegiatkirche zu Unserer Lieben Frau; umgangssprachlich Gmünder Münster genannt) in Schwäbisch Gmünd ist ein ab zirka 1320 als Stadtpfarrkirche errichteter gotischer Kirchenbau mit Hallenumgangschor. Das Münster ist kunsthistorisch bedeutend als Ausgangswerk der Baumeisterfamilie Parler und als erste große Hallenkirche Süddeutschlands. Das Langhaus war um 1341 fertiggestellt. Nach Einsturz der Türme zog sich die erneute Fertigstellung der vollständigen Hallenkirche bis 1521 hin.
Das Patrozinium wechselte von Beginn an zwischen Unserer Lieben Frau und Heilig Kreuz. 1926 wurde durch Bischof Paul Wilhelm von Keppler das Gmünder Münster, wie es umgangssprachlich – wie in Süddeutschland üblich – wegen seiner Größe seit dem Bau genannt wurde, zum Münster zum Heiligen Kreuz erhoben. Durch diesen Schritt war das Patrozinium auf Heilig Kreuz festgelegt. Durch die Umbenennung wurde der umliegende Kirchplatz ebenfalls in Münsterplatz umbenannt.
Heute ist das Münster Gemeindekirche der katholischen Heilig-Kreuz-Münstergemeinde und ihrer Belegenheitsgemeinde, der italienischen Gemeinde San Giovanni Bosco sowie Hauptkirche der Seelsorgeeinheit Schwäbisch Gmünd-Mitte.
Die Münsterbauhütte ist seit 2020 als Teil des Bauhüttenwesens in das Register guter Praxisbeispiele der UNESCO eingetragen.

## Baugeschichte

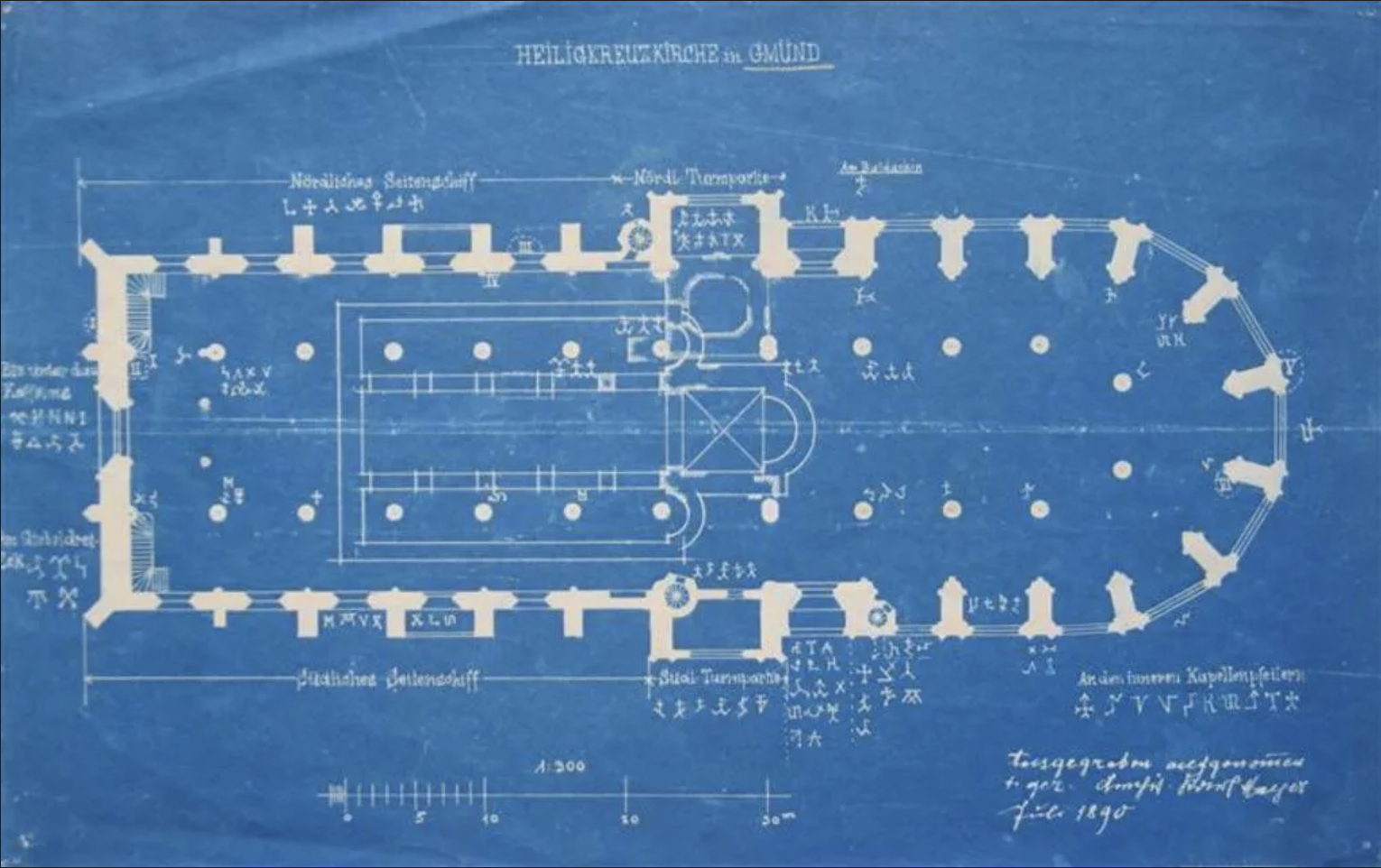
Grundriss 1890

### Chronologie
- um 1325–1341: Langhaus
- 1351–1410: Chor
- 1491–1504: Einwölbung des Chors
- 1497: Einsturz der romanischen Chorflankentürme des Vorgängerbaus, die nicht ersetzt werden.
- 1504–1521: Einwölbung des Langhauses
- 1552: Renaissance-Empore im Langhaus-Westjoch
- 1769: Barocker Dachreiter

### 14.–15. Jahrhundert: Baubeginn und Konstruktion des Langhauses

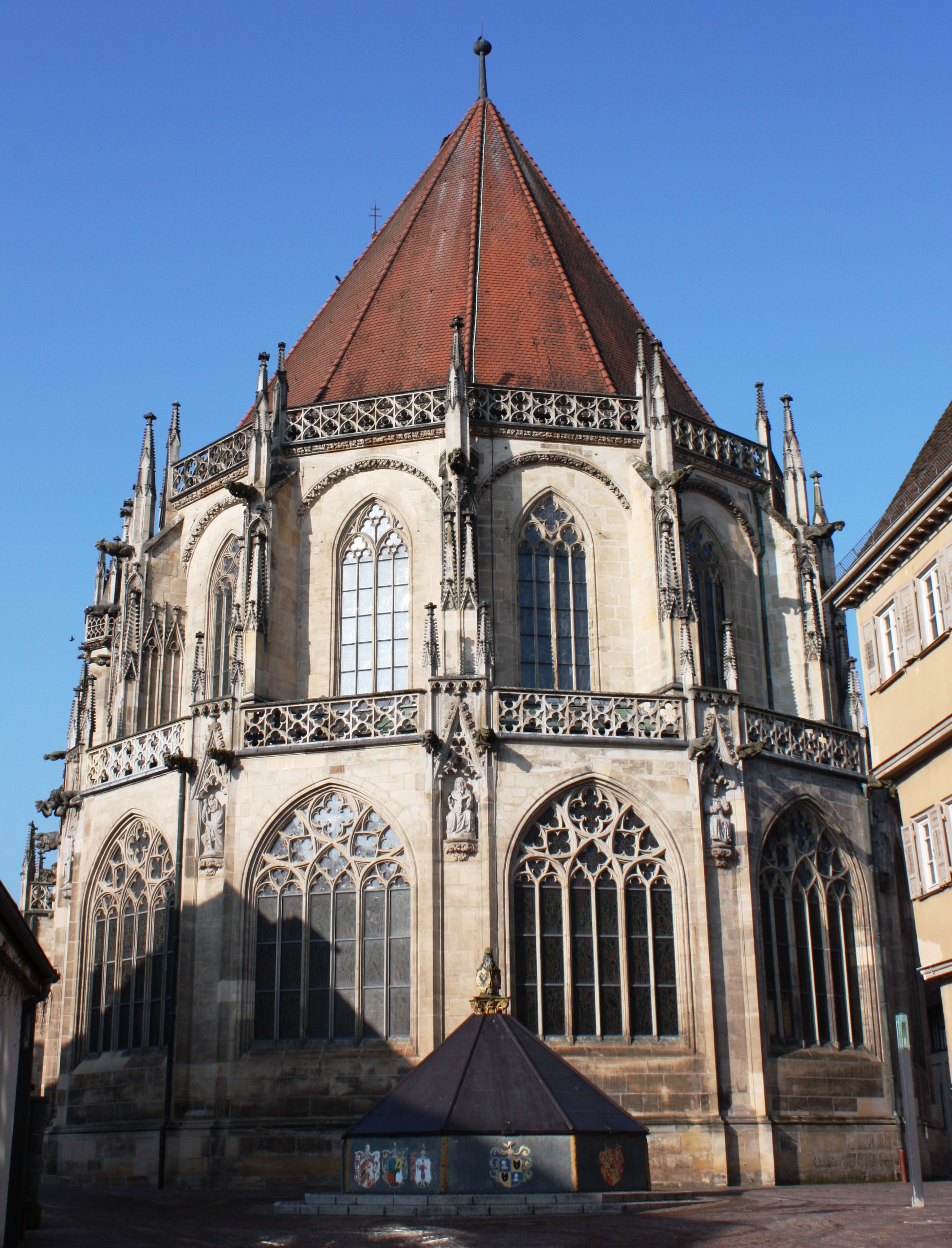
Chorhaupt mit Kapellenkranz

Das Münster ist nicht der erste Kirchenbau an dieser Stelle. Es wurde um eine 200 Jahre ältere, mit höchster Wahrscheinlichkeit dreischiffige, romanische Basilika, vermutlich in Größe und Anordnung der Gmünder Johanniskirche entsprechend, gebaut. Diese wurde dort nach Schätzungen des Landesdenkmalamtes im dritten Viertel des 12. Jahrhunderts errichtet. Die Türme, die für den Neubau bis zu ihrem Einsturz 1497 übernommen wurden, waren aber erst um 1210 an den Vorgängerbau angefügt worden.

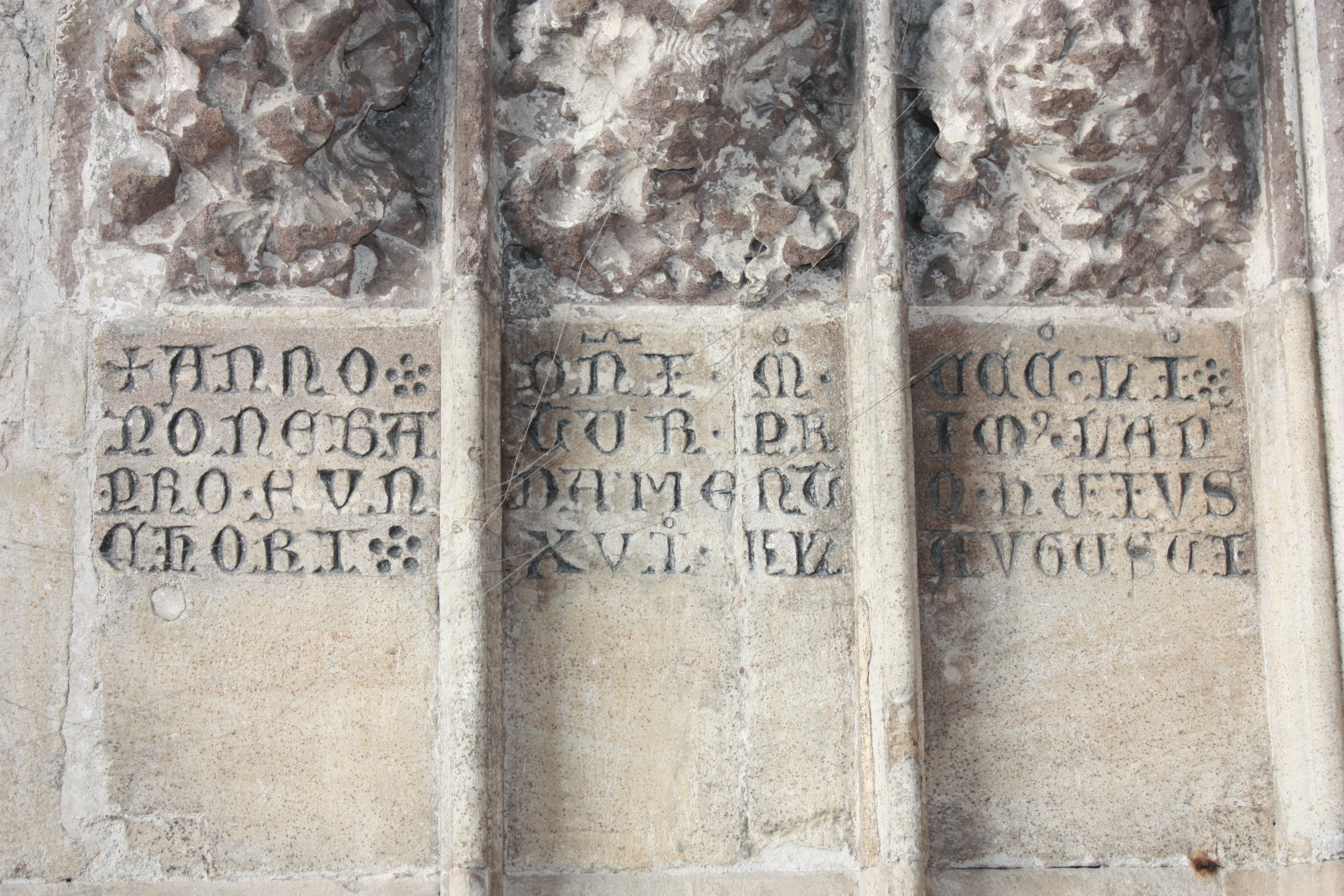
Grundstein des Chores am nördlichen Chorportal

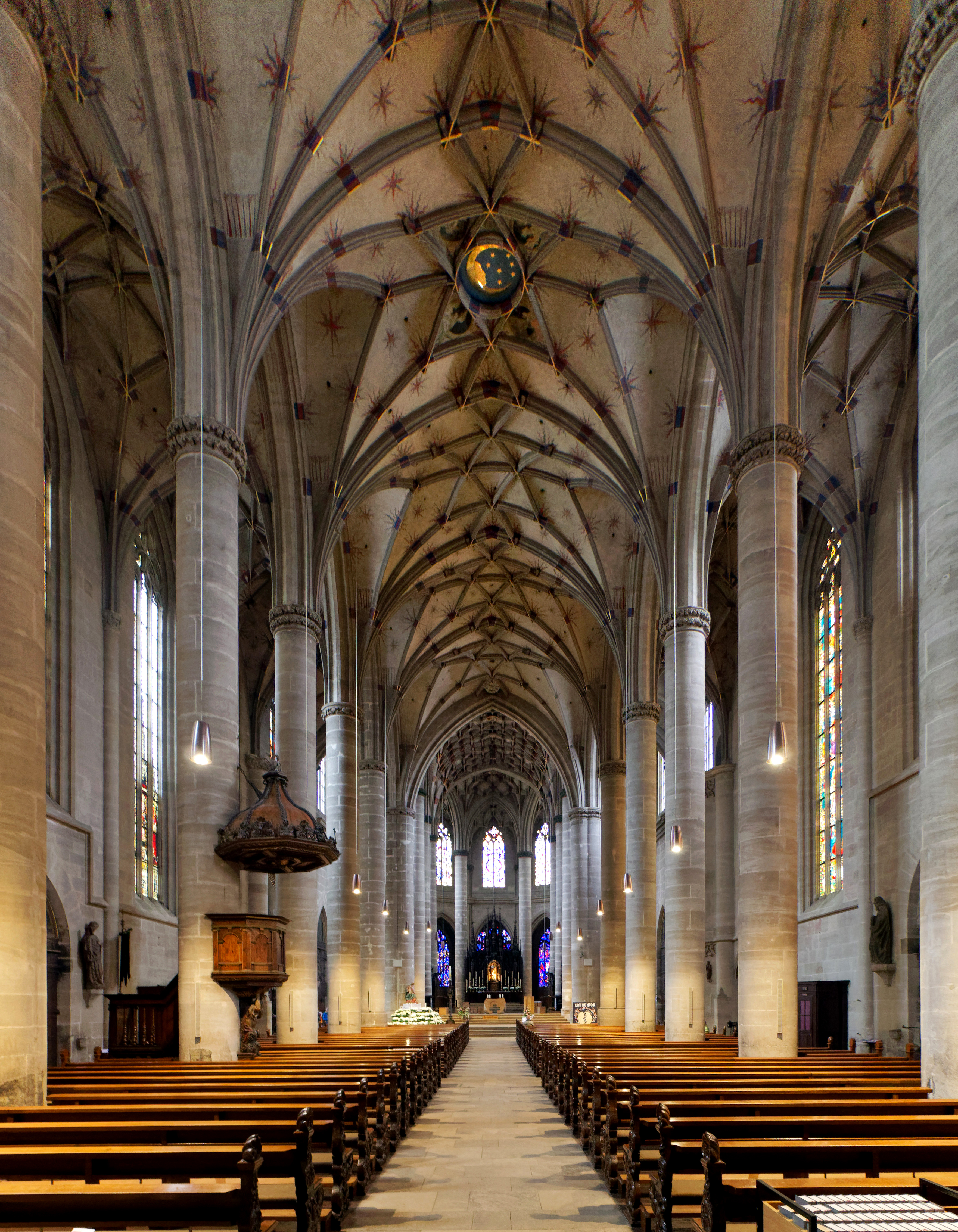
Langhaus zum Chor

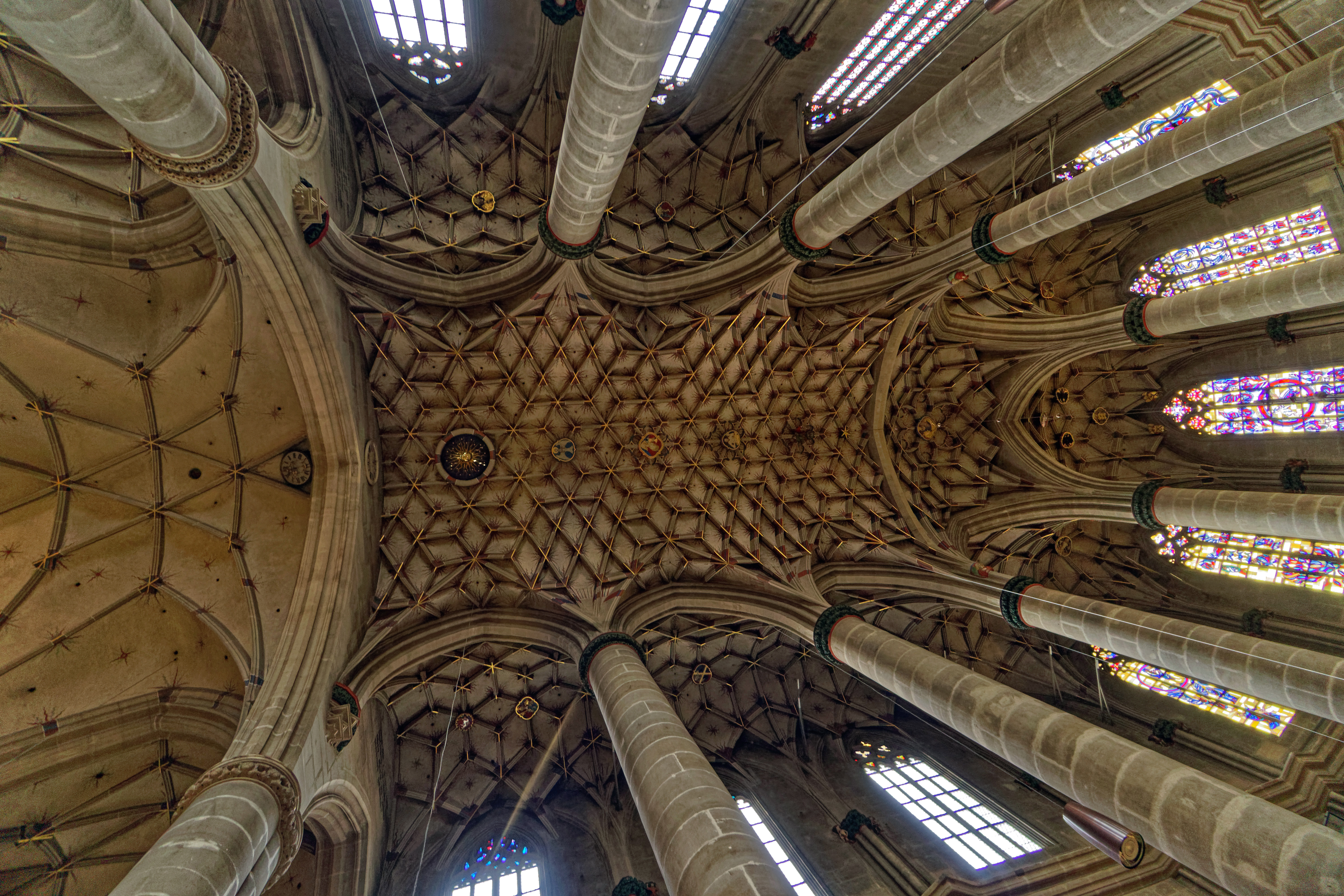
Spätgotisches Netzgewölbe des Chors (ab 1491)

Der Baubeginn des Langhauses ist in der Literatur kontrovers angesetzt und reicht von 1310 bis 1330, wobei die neuere Literatur von um 1320 bis 1330 ausgeht. Der Bau wurde zunächst unter einem unbekannten Baumeister begonnen, der aber schon an anderen Bauwerken, wie zum Beispiel am Straßburger Münster oder am Münster in Salem mitgewirkt haben soll. Die Fertigstellung des Langhauses kann auf 1341 datiert werden. 2020 wurde eine 675 Jahre alte Ablassurkunde aus dem Jahr 1345 zu Gunsten des Baus des Münster im Hauptstaatsarchiv Stuttgart durch den Gmünder Stadtarchivar David Schnurr entdeckt, die damit auf die Zeit zwischen Fertigstellung des Langhauses und dem Baubeginn des Chores datiert. Sie wurde am 13. Mai in Avignon von zwölf Erzbischöfen respektive Bischöfen ausgefertigt. Der Baubeginn des Hallenchores erfolgte erst zirka zehn Jahre später und ist durch den Grundstein am Chornordportal am 17. Juli 1351 belegt; seine Fertigstellung wird durch Holzproben auf 1381 datiert. An diesem Bauabschnitt war vor allem die Baumeisterfamilie Parler beteiligt. Während es unklar ist, ab wann sich Heinrich Parler (vermutlich aus Köln) in Schwäbisch Gmünd ansiedelte, wird heute davon ausgegangen, dass dies kurz nach Baubeginn gewesen war, vermutlich zwischen 1331 und 1333. Ab dem zweiten Joch des Langhauses ist die Bauweise Heinrich Parlers zu erkennen. Nach dem Tod Heinrich Parlers vor 1372 übernahm Johann Parler den Bau. Der Zeitraum zwischen 1381 und dem Jahr der Weihe des Hochaltars 1410 wurde höchstwahrscheinlich nur noch für den Innenausbau genutzt, das Gebäude an sich bestand schon. Zu diesem Zeitpunkt hatte das Münster eine Holzdecke. Die von der Parlerwerkstatt modellierten Masken an den Konsolsteinen mit den fließenden plastischen Übergängen der Volumina und Vertiefungen werden von einer inneren Dynamik der Masse durchdrungen, wie auch die Masken, die auf dem starken Kontrast der gespannten Volumina und des leeren Raumes aufgebaut sind.

### 15.–17. Jahrhundert: Einwölbung, Turmeinsturz, Wiederaufbau, Fertigstellung, Ausstattung
Über 80 Jahre nach der Weihe, um 1491, wurde mit der Einwölbung begonnen, wofür die Baumeister Aberlin Jörg und wohl nach ihm Hans von Urach nach Schwäbisch Gmünd kamen. Am 24. März 1497 ereignete sich die große Katastrophe: In der Karfreitagnacht stürzen beide romanischen Türme ein. Verletzt wurde dabei niemand. Grund für den Einsturz war nach einer Äußerung um 1800 die Entfernung eines Bogens, der die Türme verband und stützte, jedoch die Sicht in den Chor versperrte. Die Wiederaufbauarbeiten am Münster kamen nur langsam voran. Für einen Wiederaufbau der Türme fehlten Geld und Wille. 1507 war die Schreyerkapelle an der Stelle des Nordturmes, 1515 die Sakristei an der Stelle des Südturmes fertiggestellt. 1521 konnten vermutlich die letzten Einwölbearbeiten abgeschlossen werden.

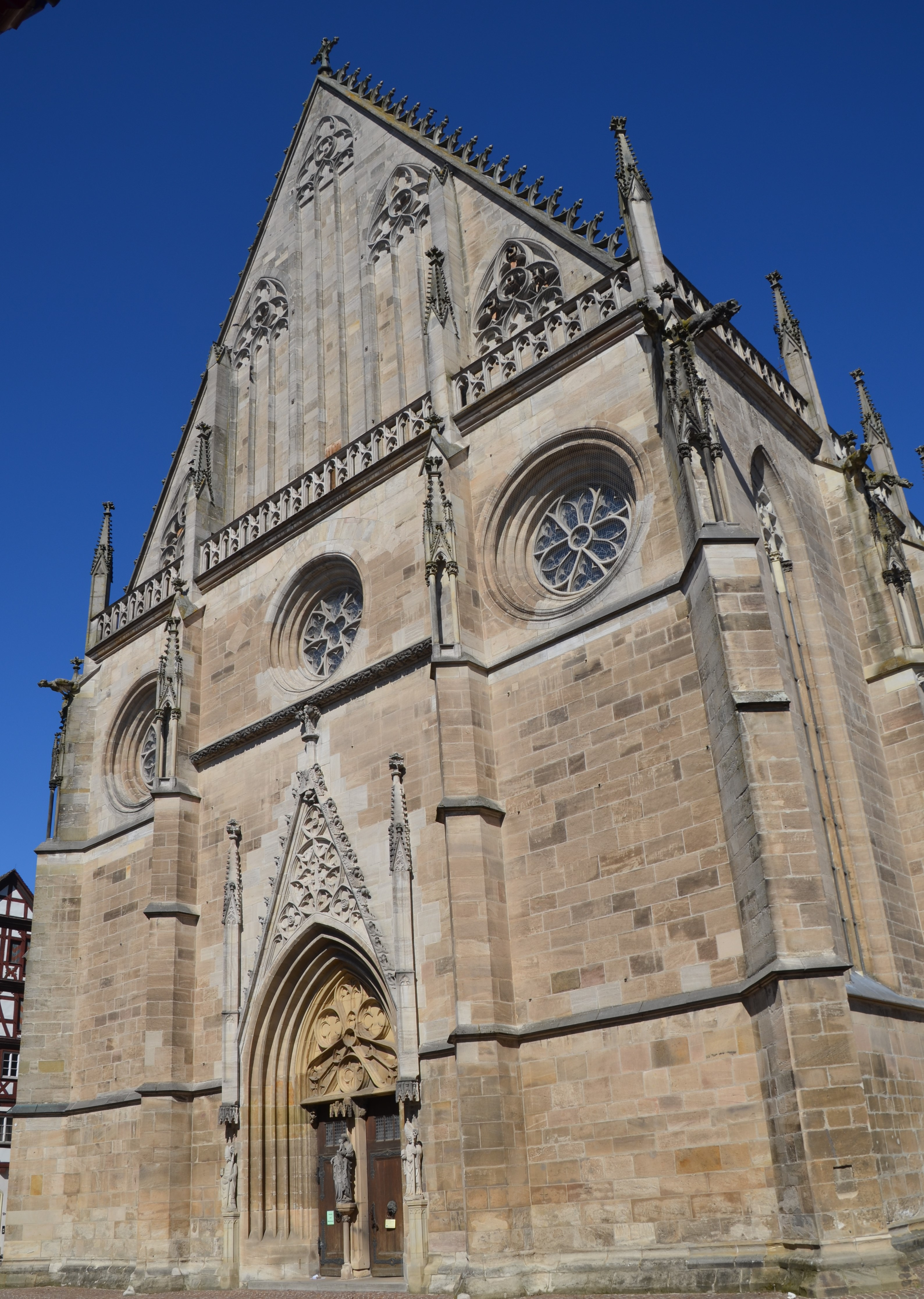
Westfassade

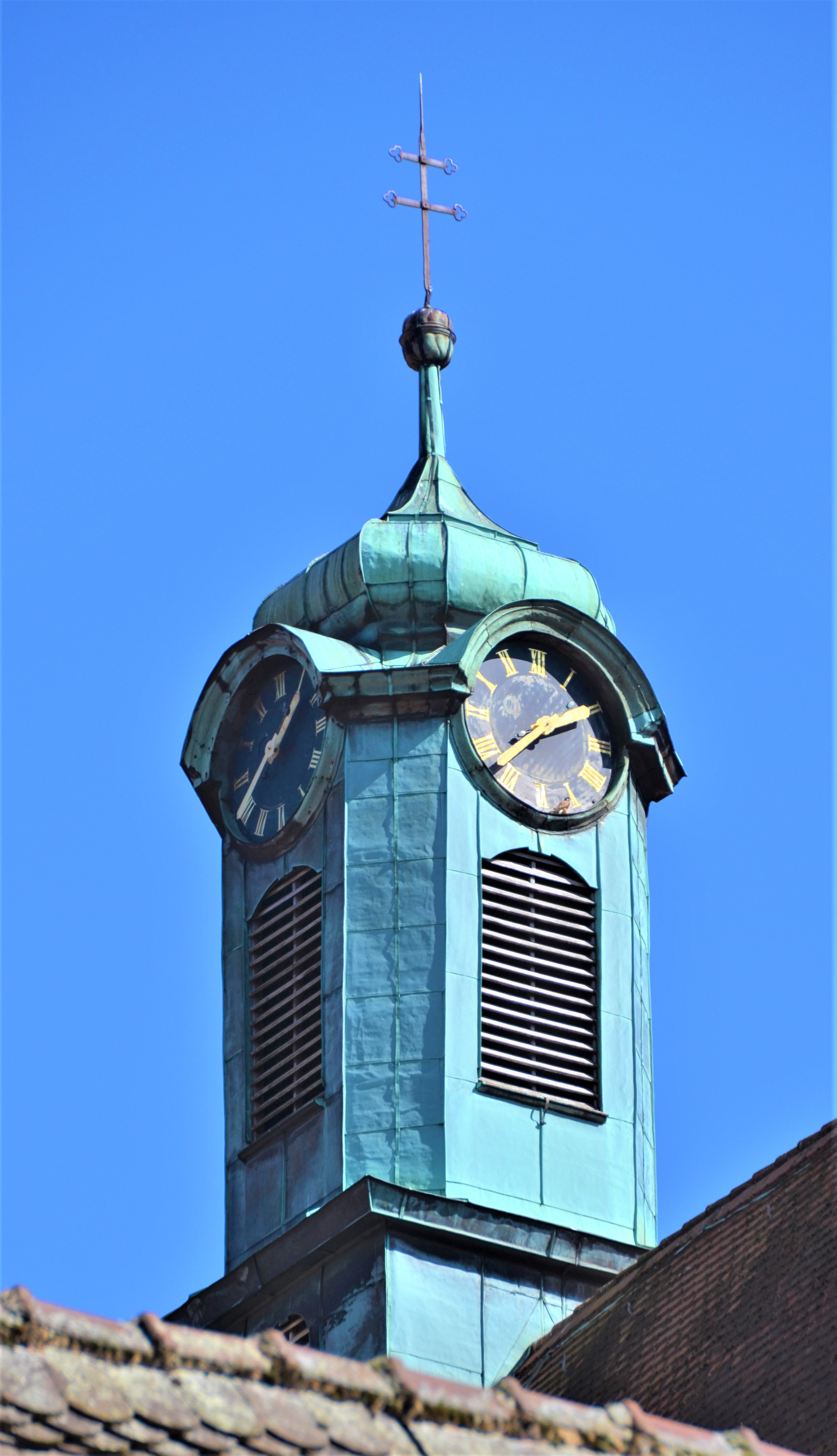
Barocker Dachreiter

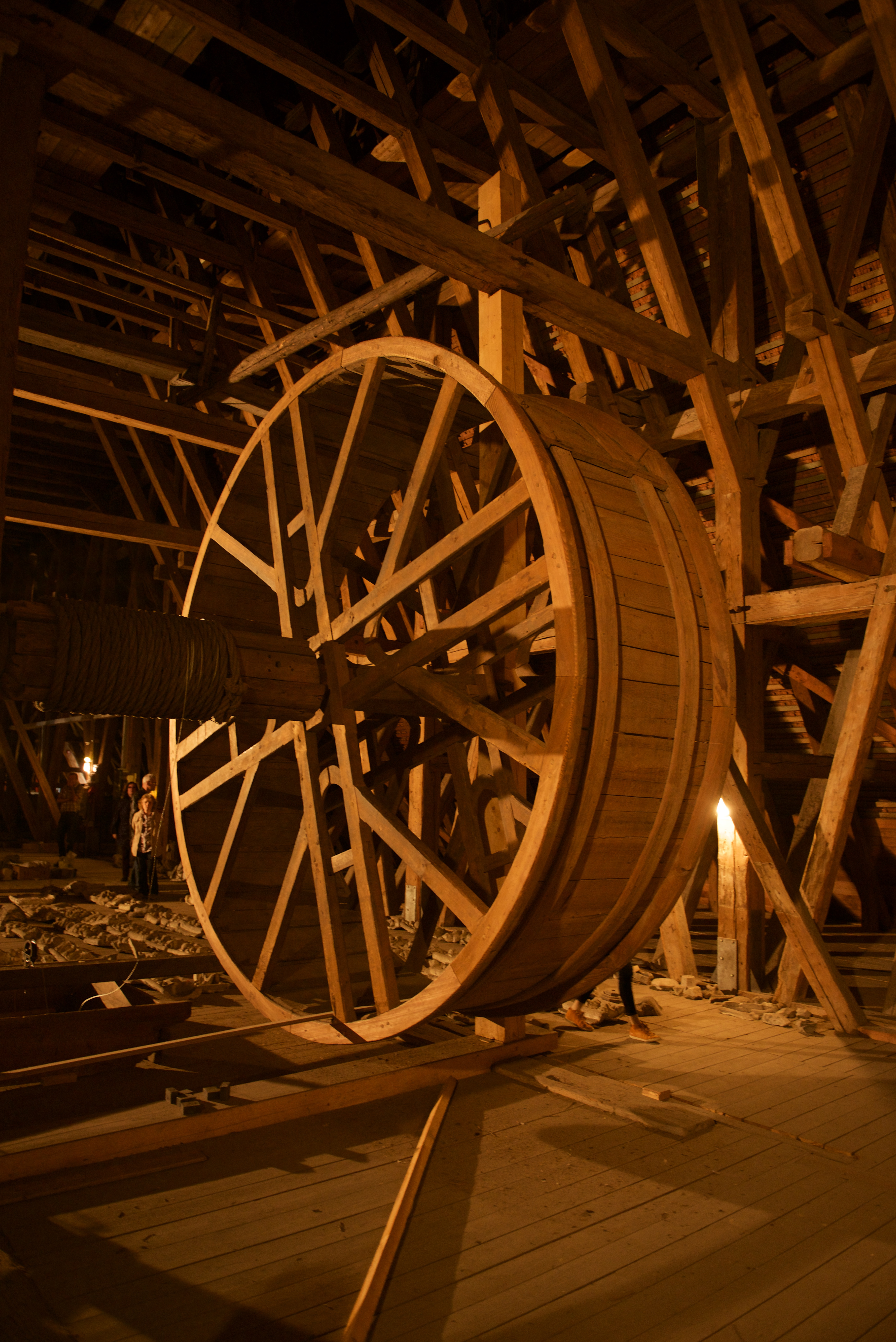
Beim Bau genutzter Kran im Dachstuhl

1550 wurden die Kanzel und das heutige Chorgestühl eingebaut. 1552 wurde die steinerne Orgelempore im Renaissancestil von Hans Mautz errichtet. Das hölzerne Orgelprospekt mit zweiter Empore wurde 1688 von Johann Michael Maucher fertiggestellt. Von diesem Zeitpunkt ab gab es im Münster nur noch kleinere bauliche Veränderungen. Die größte stellt 1769 der Neubau des Dachreiters dar. Dessen Existenz ist zwar vor 1769 nicht beurkundet, doch zeigen mehrere Abbildungen, unter anderem der Merianstich von 1643, bereits einen Dachreiter.

### 20.–21. Jahrhundert: Schließung und Sanierung
Am 21. Oktober 1975 wurde das Münster aufgrund von Einsturzgefahr geschlossen, nachdem sich zuvor Gewölbeteile gelöst hatten und zu Boden gestürzt waren. In den darauffolgenden Jahren wurden umfangreiche Sanierungsarbeiten durchgeführt, die erst 2009 abgeschlossen werden konnten. Seit dem Jahr 2020 wird das Münster erneut saniert. Die Sanierung soll zehn Jahre andauern.

## Architektur

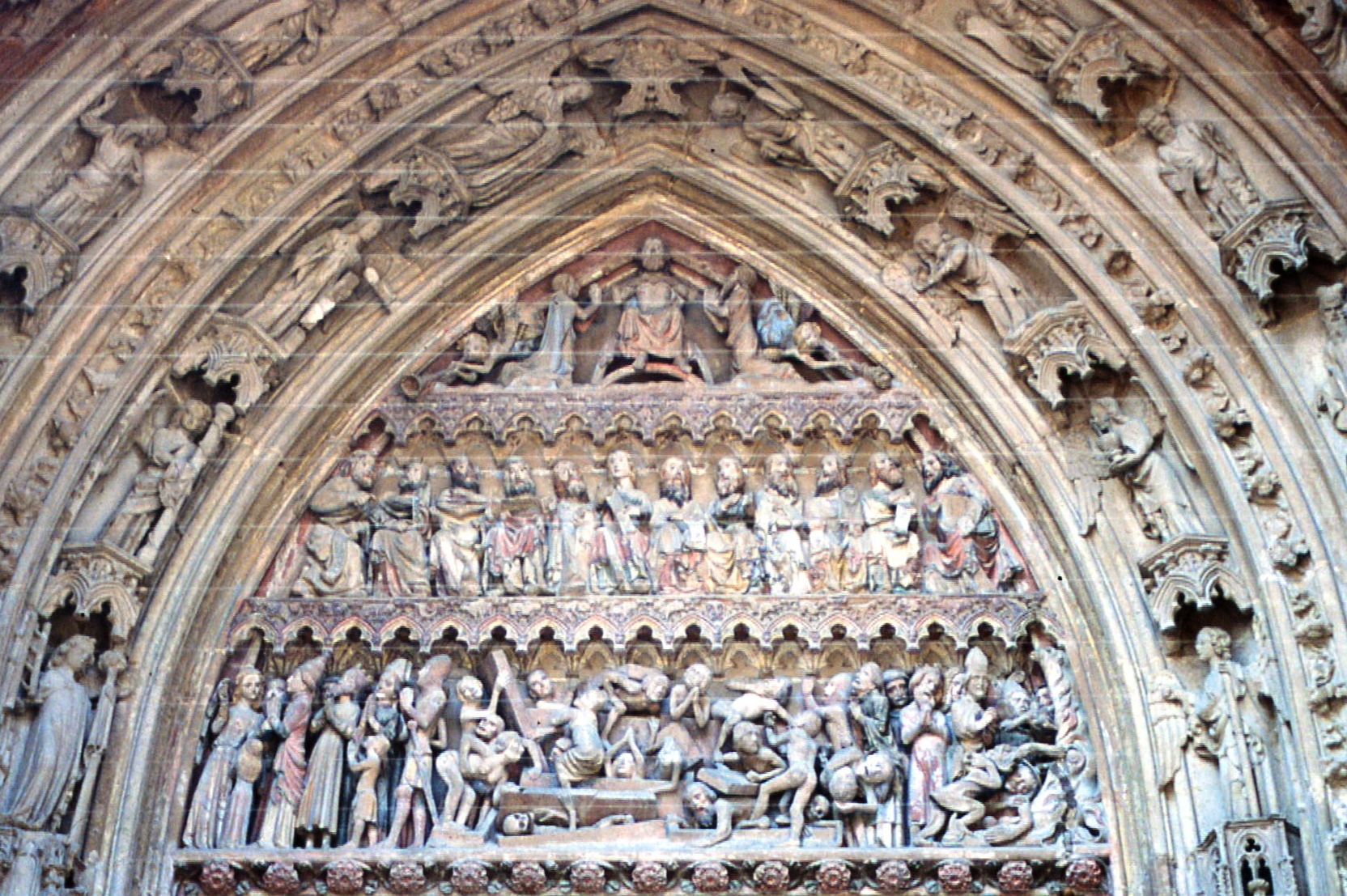
Tympanon des südlichen Chorportals (um 1360)

### Maße
Die Höhe des Münsters mit Dachreiter beträgt 51 Meter, wobei die Höhe bis zum Dach 22 m, des Daches 19 m und des Dachreiters 12 m beträgt. Die Länge des Münsters ist 78 m, wobei davon 45 m auf das Kirchenschiff und 33 m auf den Chor entfällt. Die Breite des Schiffes ist 24 m, die des Chores 28 m.

### Konstruktion
Das Münster ist eine gotische Hallenkirche mit Hallenumgangschor. Die Außenmauern des Langhauses sind in Massivbauweise gebaut, was zu dieser Zeit eher unüblich war, da man in der Gotik die Skelettbauweise bevorzugte, da diese mehr und größere Fenster zuließ, was gleichzeitig mehr Licht bedeutete, was für den gotischen Geist von Wichtigkeit war. Die Fenster sind dort so gestaltet, dass möglichst viel tragende Mauer zur Verfügung steht und trotzdem das Innere gut ausgeleuchtet ist, was sich bei Hallenkirchen schwieriger gestaltet, da hier der Obergaden im Langhaus wegfällt. Auch der Obergaden im Chor ist in Massivbauweise entstanden, nur die Kapellen im Kapellenkranz, die Schatzkammer, die Schreyerkapelle und die Sakristei sind in der Skelettbauweise errichtet, was man zum Beispiel auch an den großen, die Fläche ausfüllenden Fenstern erkennen kann. Der untere Teil des Chors besteht aus Spitzbogenarkaden, die den Obergaden stützen. Die Ausnahme bildet die Schatzkammer, die vollkommen massiv erbaut ist. Von außen wird die Fassade durch Strebepfeiler gestützt, die von einer Fiale gekrönt werden und die an den äußeren Ecken der Westfassade als Diagonalstrebepfeiler errichtet wurden. Das Gewölbe, welches erst 80 Jahre nach der Weihe eingezogen wurde, dient rein zur Zierde, weshalb es auch besonders reichhaltig gestaltet wurde. Das prächtig gestaltete Netzgewölbe im Chor mit seinen aufwendigen Schlusssteinen wird als ein besonderer Vertreter seiner Zeit angesehen. Im Innenraum wird das Gewölbe von 22 Säulen getragen.
Das Dach ist vom Westen her ein Satteldach, an das sich im Osten, über dem Chorabschluss, ein Zeltdach anschließt. Die Kapellen des Kapellenkranzes besitzen ein Pultdach. Der Chor selbst ist ein 7/12-Hallenchor, was bedeutet, dass der Chor vorne mit sieben Ecken ein Halbrund bildet, das insgesamt ein Zwölfeck bildet.
Eine weitere Besonderheit, die man heute nicht mehr in Augenschein nehmen kann, hängt mit den ehemaligen Türmen des Münsters zusammen. Trotz ihrer Existenz wurde das Dach des Langhauses und des Chores auf demselben Niveau so gebaut, sodass eine Verbindung nach der Katastrophe möglich war. Auch wurden die Türme nicht fest mit dem Münster verzahnt, was heute als Indiz dafür gesehen wird, dass die vorhandene Lösung mit den beiden romanischen Türmen nicht für die Ewigkeit gedacht war. Jedoch war diese Konstruktion die Rettung des restlichen Münsters. Wären die Türme fest verzahnt gewesen, hätte dies in nachträglicher Sichtweise den Einsturz des gesamten Münsters bedeutet.
Dass der Innenraum größtenteils aus Maßen, die durch drei teilbar sind, besteht, ist wahrscheinlich nicht auf die Heiligkeit dieser Zahl zurückzuführen, wie dies meist behauptet wird, sondern auf das Parler’sche Grundmaß, das vermutlich 32 cm beträgt. So messen die skulptierten Konsolen am nördlichen Langhausportal 32 cm, die Fenstersohlbank der Chorkapellen 64 cm, und bei vielen verbauten Quadern taucht bzw. tauchte ebenfalls die Länge 32 cm auf. Außerdem kann man feststellen, dass die Quadraturzeichnung des Chorgrundrisses, des Chorportals und der Chorwand im Zentrum ein 32-cm-Quadrat enthält.
Das Münster wurde aus Stubensandstein, der in der Gegend um Schwäbisch Gmünd ansteht, und Holz gebaut. Bei den zahlreichen Renovierungen und Ausbesserungen wurde aber im Laufe der Zeit unterschiedlicher Sandstein verbaut. Die größten Anteile anderer Sorten bilden der Obernkirchener Sandstein aus Niedersachsen und der Rudersberger Sandstein. Zwischenzeitlich wurde auch Muschelkalk verbaut.
Das Problem des Sandsteins ist, dass er sehr leicht Wasser aufnimmt und von den Schadstoffen in der Luft zersetzt wird, weshalb seine Lebensdauer sehr begrenzt ist. In einer Zeit zunehmender Luftverschmutzung wird dies immer mehr zum Kostenfaktor und zum Problem in der Erhaltung.

### Portale

#### Nördliches Langhausportal
Sein Tympanon enthält zwei Szenen von verschiedenen Bildhauern. Oben befindet sich eine etwas unbeholfen ausgeführte Geburtsszene in Bethlehem, darunter eine reifer ausgeführte Huldigung der Heiligen Drei Könige, beide wohl aus dem 14. Jahrhundert.
1948 wurde die ursprüngliche Verkündigungsgruppe (Maria und Erzengel Gabriel) geborgen und durch eine moderne Verkündigungsgruppe von Jakob Wilhelm Fehrle ersetzt. Die beiden Figuren aus getöntem Steinguss wurden von Peter Spranger als „zwei kühne Fremdkörper am gotischen Bau“ bezeichnet. Die Originale aus dem 14. Jahrhundert befinden sich heute hinter ihnen im Inneren der Kirche.

#### Südliches Langhausportal
An den Kapitellen der Wandpfeiler finden sich die vier Evangelistensymbole geflügelter Mensch, Löwe, Stier und Adler. Das Tympanon enthält auch hier zwei Szenen aus dem Marienleben: Unten wird der Tod Mariä dargestellt, umgeben von den Aposteln und in Anwesenheit Jesu, der die Seele seiner Mutter (dargestellt als Kind mit gefalteten Händen) mit sich in den Himmel nehmen wird. Oben erkennt man, von räumlicher Enge befreit, die Krönung Mariens zur Himmelskönigin.

#### Nördliches Chorportal
Hier befindet sich der oben erwähnte Grundstein von 1351. Im Tympanon sind in drei übereinander liegenden Feldern Szenen der Passion Christi dargestellt, angefangen vom Gebet am Ölberg über Judaskuss, Gefangennahme, Verhör vor Pilatus, Geißelung, Dornenkrönung, Tragen des Kreuzes, Kreuzigung und Kreuzabnahme. Ganz oben sieht man Jesus in der Unterwelt und anschließend die Auferstehung.

#### Südliches Chorportal
Dies stellt den Höhepunkt der Portalplastik am Heilig-Kreuz-Münster dar. Hier ist in, teilweise noch erhaltener, farbiger Fassung das Jüngste Gericht dargestellt. Ganz oben thront Jesus mit Maria und Johannes dem Täufer als Fürbittern, darunter finden sich als Beisitzer die Zwölf Apostel. Unten ist in der Mitte die Auferweckung der Toten dargestellt, links (also zur Rechten von Jesus aus gesehen) die frommen Gerechten, unter denen sich auch Kinder befinden, und rechts das Schicksal der Verdammten, unter denen man Ritter und modisch gekleidete Damen findet.

### Einordnung
Im Münster findet man mehreren Stilrichtungen vor. Das Langhaus wurde als eine der ersten großen Hallenkirchen in der Hochgotik erbaut. Der Chor mit dem Kapellenkranz stammt aus der Spätgotik. Die Bauform als Hallenkirche mit Kapellenkranz wird auch als süddeutsche Sondergotik bezeichnet. Das Münster ist hiervon einer der ersten Vertreter. Das durch den Einsturz zerstörte Stück wurde in der sogenannten Endgotik errichtet. Bei diesem Baustil wurde in der Epoche der Renaissance noch weiter im Stil der Gotik gebaut, wobei sich hier unter die gotischen Merkmale auch Merkmale der Renaissance mischen. Dies ist im Münster besonders gut am Treppentürmchen neben der Sakristei zu erkennen. Die Empore wurde dann im Stil der Renaissance gestaltet, der Dachreiter im Stil des Barock.

## Ausstattung

### Altäre und Figuren
Beim Unglück 1497 wurden 22 Altäre im Münster zerstört, was den Schluss zulässt, dass dort noch zahlreiche weitere Altäre vorhanden waren, denn es waren beim Einsturz nur begrenzte Teile des Münsters betroffen. Heute ist der größte Teil der Altäre, wie auch der Hochaltar von 1861, neugotisch und im 19. Jahrhundert entstanden. Diese Altäre enthalten aber meist Teile der alten gotischen Altäre.

#### Hochaltar
Das neugotische Werk, das einen Vorgängeraltar von 1670 ersetzt, stammt von Ferdinand Riess aus Schwäbisch Gmünd vorne und Hermann Wörmann aus München hinten. In der Mitte der Vorderseite steht ein spätgotisches Kruzifix (um 1510), flankiert von einem Kranz von sieben kleinen Nischen, die sich den sieben Sakramenten widmen, und außen zwei größeren Nischen mit den Figuren des hl. Bernhard von Clairvaux und der hl. Helena. Die von Wörmann gestaltete Rückseite ist eine Ölbergdarstellung in Form eines Flügelaltares.

#### Altäre des südlichen Kapellenkranzes
In der 1. Kapelle rechts befindet sich am Josefsaltar eine spätgotische Beweinung Christi. Die 2. Kapelle beherbergt seit etwa 1850 den Sebaldusaltar, dessen Bildertafeln von 1506 bis 1508 aus der Werkstatt Albrecht Dürers stammen. Er wurde vom aus Nürnberg geflohenen Patrizier Sebald Schreyer gestiftet, der zusammen mit seiner Frau Margareta unten abgebildet ist. In der Predella findet sich die Gottesmutter inmitten der 14 Nothelfer. In der 3. Kapelle folgt der Johannisaltar (um 1500), der Johannes den Täufer und Johannes Evangelist zu beiden Seiten einer Madonna mit Kind zeigt. Im neugotischen Altaraufsatz finden sich noch eine lebensgroße Anna selbdritt (um 1490) und eine hl. Margareta von Antiochia (um 1470).

#### Chorscheitelkapelle
Die Chorscheitelkapelle stellt eine weitere Besonderheit des Gmünder Münsters dar. Hier befindet sich das Heilige Grab, eine Figurengruppe um den Sarkophag Jesu, die aus der Parler-Hütte von etwa 1350 stammt. Die Figuren stellen zwei Engel, die drei Frauen Maria Magdalena, Maria Kleophae und Salome mit ihren Salbgefäßen und vor der Grablege, drei sitzende Wächter. dar. Hier ist vor allem die wirklichkeitsgetreue Darstellung von Kleidung und Bewaffnung des 14. Jahrhunderts bemerkenswert. Die Gruppe wurde 2018/2019 in der Werkstatt des Landesdenkmalamts in Esslingen restauriert und kurz vor der Karwoche zurück ins Münster überführt. An der linken Seitenwand der Kapelle ist eine Seccomalerei von 1430 mit der Beweinung Christi zu finden, die dem Meister der Lindauer Beweinung zugeschrieben wird.

#### Altäre des nördlichen Kapellenkranzes
in der 10. Kapelle (von rechts an gezählt) findet man die Darstellungen einer Pietà (um 1520) und im neugotischen Altar eine gekrönte Madonna mit Kind aus Lindenholz aus dem 15. Jahrhundert, die dem Umkreis des Ulmer Schnitzers Hans Multscher zugerechnet wird. In der Schreyerkapelle, die heute als Taufkapelle dient, befindet sich der Sippenaltar oder Wurzel-Jesse-Altar mit seinen vierzig Figuren. Seine Herkunft aus Ulm, Franken oder dem Neckarraum ist unklar, gestiftet wurde er jedenfalls um 1510 von der Stadt Schwäbisch Gmünd. Er zeigt im Mittelteil die legendäre Familie der hl. Anna mit ihren drei angeblichen Töchtern und Enkeln: links Maria Kleophae mit ihrem Sohn, dem Apostel Jakobus d. J., dann Maria mit dem Jesuskind, dem Anna einen Apfel anbietet und rechts Maria Salome mit deren Sohn, Johannes Evangelist. Darunter liegt schlafend Stammvater Jesse, aus dessen Brust die Wurzeln des Stammbaumes Jesu entspringen.
Auch die Figuren der fünf klugen Jungfrauen, die früher das Chorsüdportal zierten und ebenfalls in der Parler-Hütte um 1350 entstanden sind, befinden sich heute in der Schreyerkapelle. Über das Münster verteilt finden sich viele weitere Figuren der Parler-Hütte, die von ihren ehemaligen Standorten an der Außenfassade nach innen verlegt worden sind.

#### Volksaltar

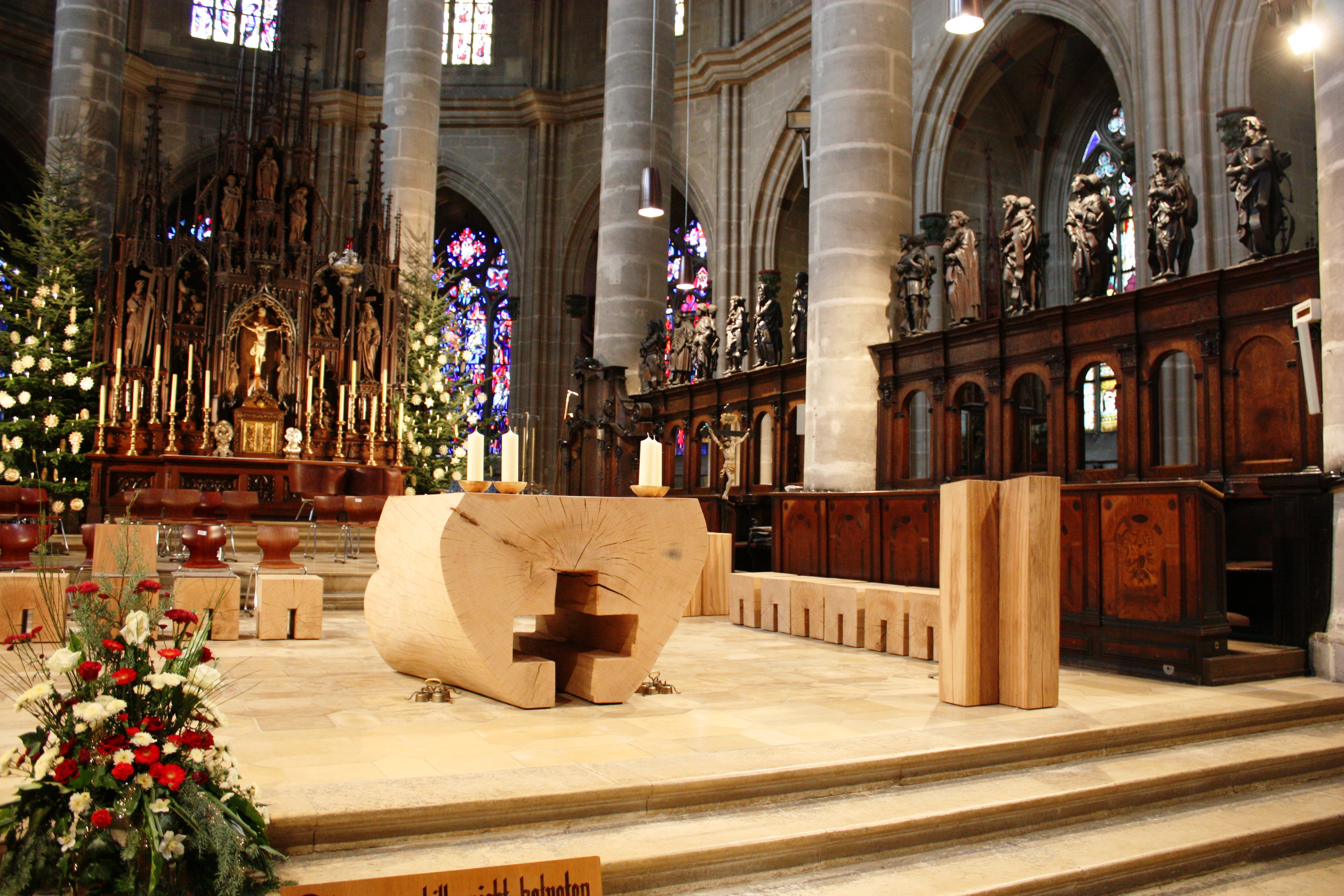
Der neue Volksaltar von Klaus Simon aus einer 150-jährigen Roteiche gefertigt, rechts im Bild das rechte Chorgestühl

Nach dem Zweiten Vatikanischen Konzil gab es im Münster mehrere Provisorien als Volksaltar, weshalb wurde durch die Münstergemeinde ein Wettbewerb zur Neugestaltung des Altarraumes ausgeschrieben wurde. Diesen gewann der Architekt und Bildhauer Gottfried Böhm, doch wurde sein Entwurf, der zunächst als weiteres Provisorium aus Holz und Stahl eingebaut wurde, auf Grund einer Abstimmung innerhalb der Münstergemeinde nicht endgültig umgesetzt. In der Folge gab es einen weiteren Wettbewerb, bei dem der Krefelder Künstler Klaus Simon gewann. Dieser Altar, welcher aus einer 150-jährigen Roteiche gefertigt ist, wurde am 14. September 2009, dem Patrozinium des Münsters, von Bischof Gebhard Fürst geweiht. Der Altar als Ort der Eucharistie und der Ambo als Ort des Wortes Gottes bilden bei diesem Entwurf eine Einheit, da der aufgestellte Ambo in seiner Kreuzform dem ausgesägten Kreuz des Altares entspricht.

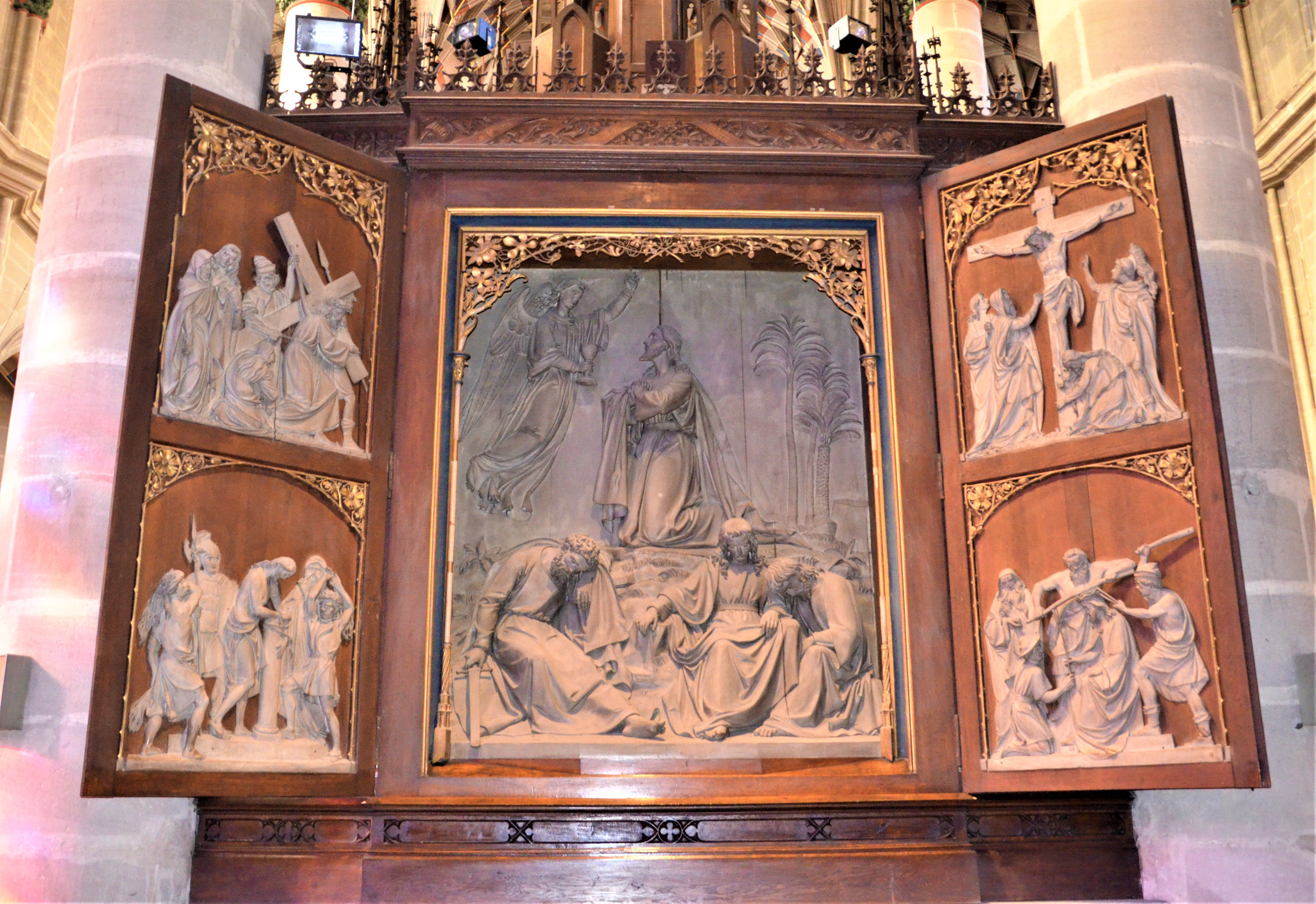
Rückseite des Hochaltars (Hermann Wörmann)
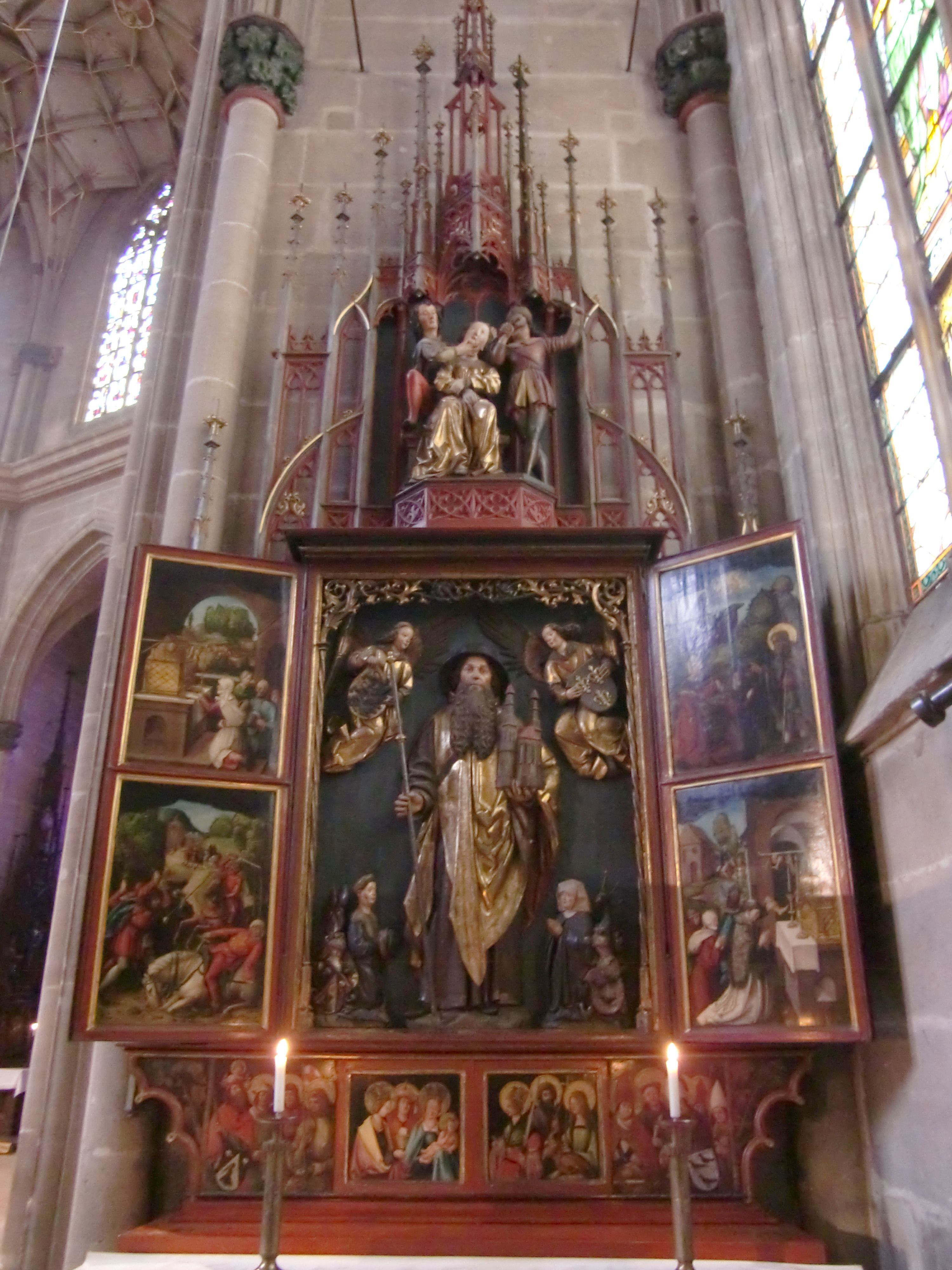
Sebaldusaltar mit Tafeln aus der Werkstatt Albrecht Dürers
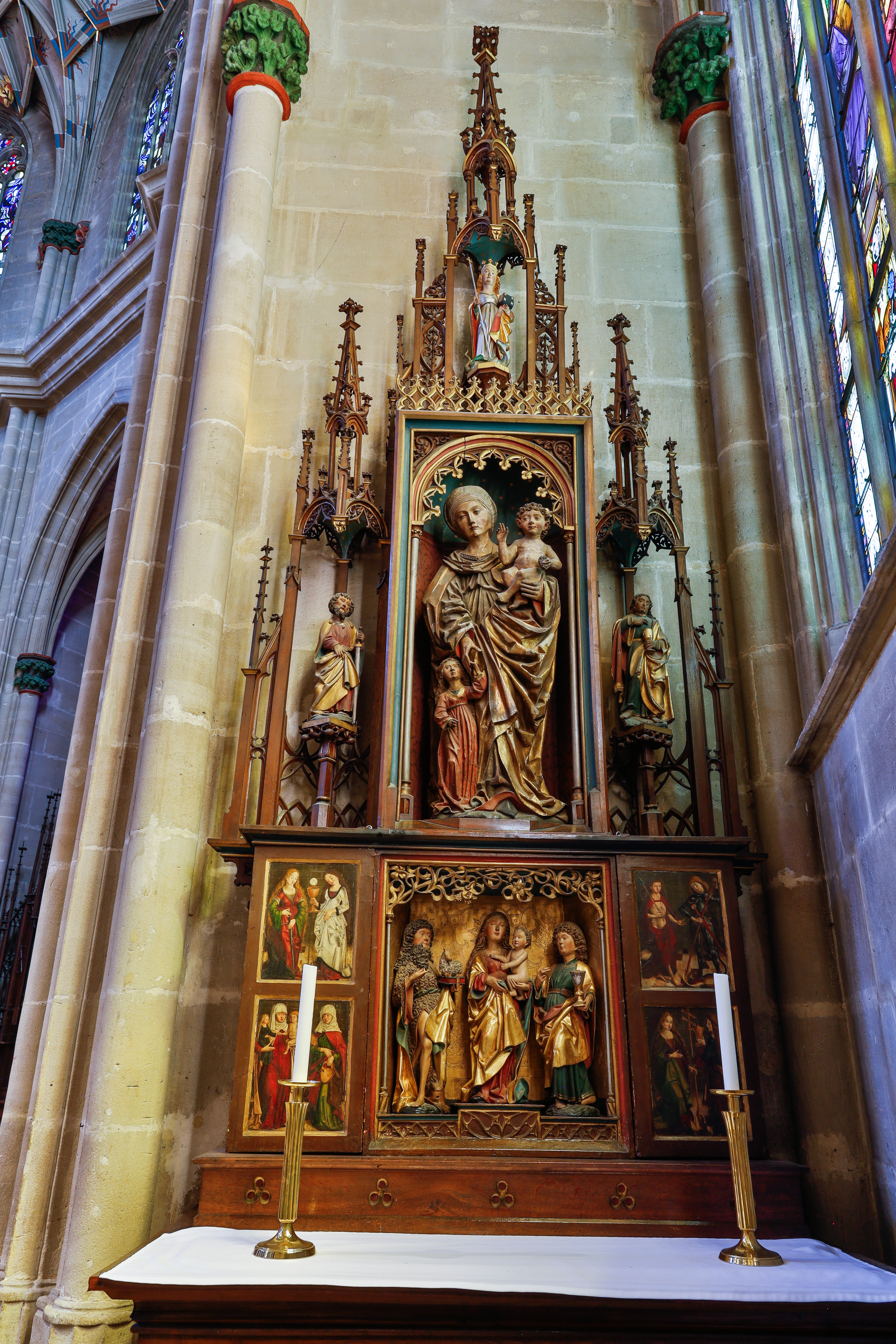
Johannisaltar (unten ~ 1500), M. Anna selbdritt (1490), Jakobus d. Ä. und Johannes Evangelist (1520), ob. Margareta (1470)
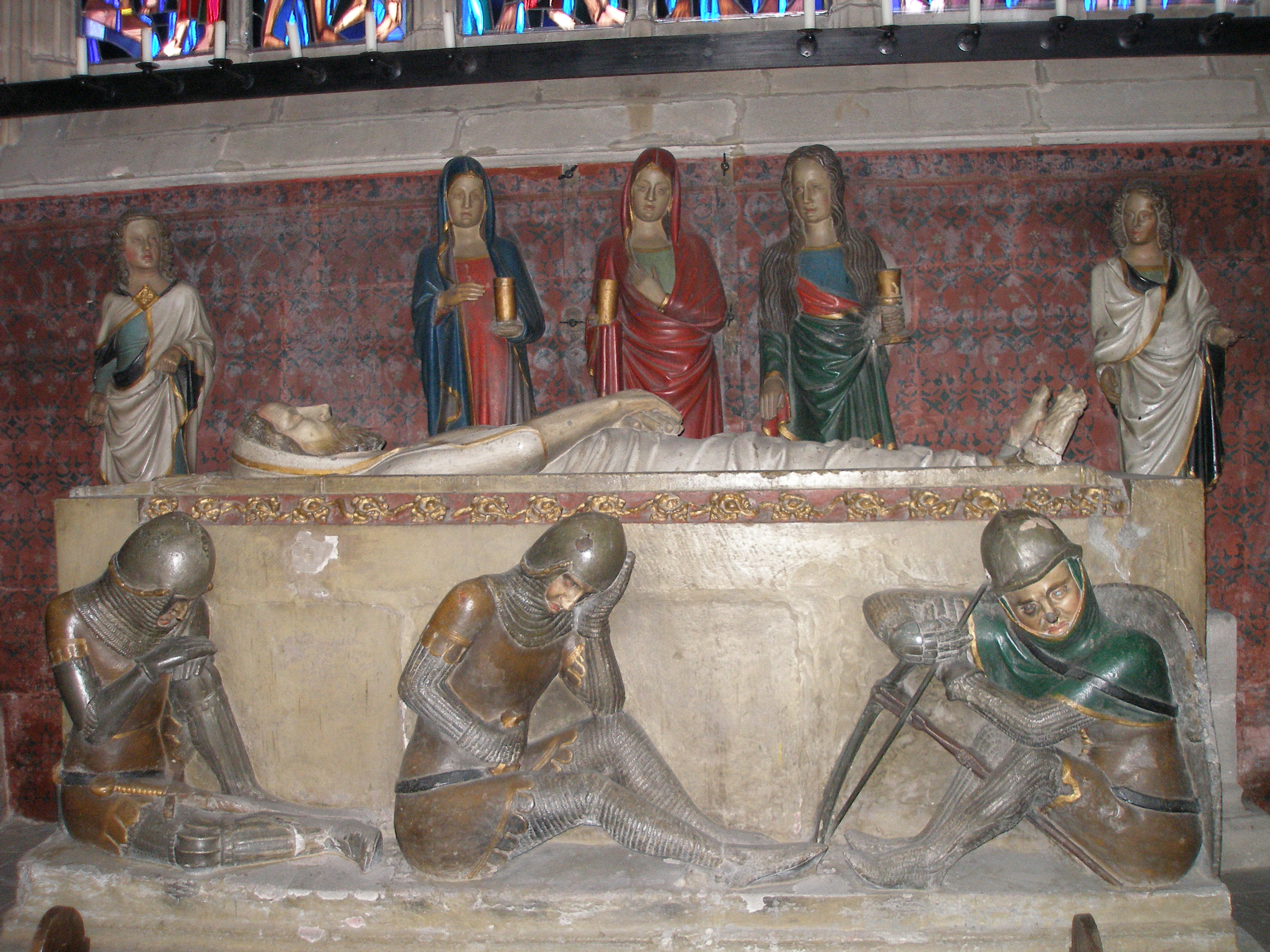
Heiliges Grab in der Chorscheitelkapelle (um 1350)
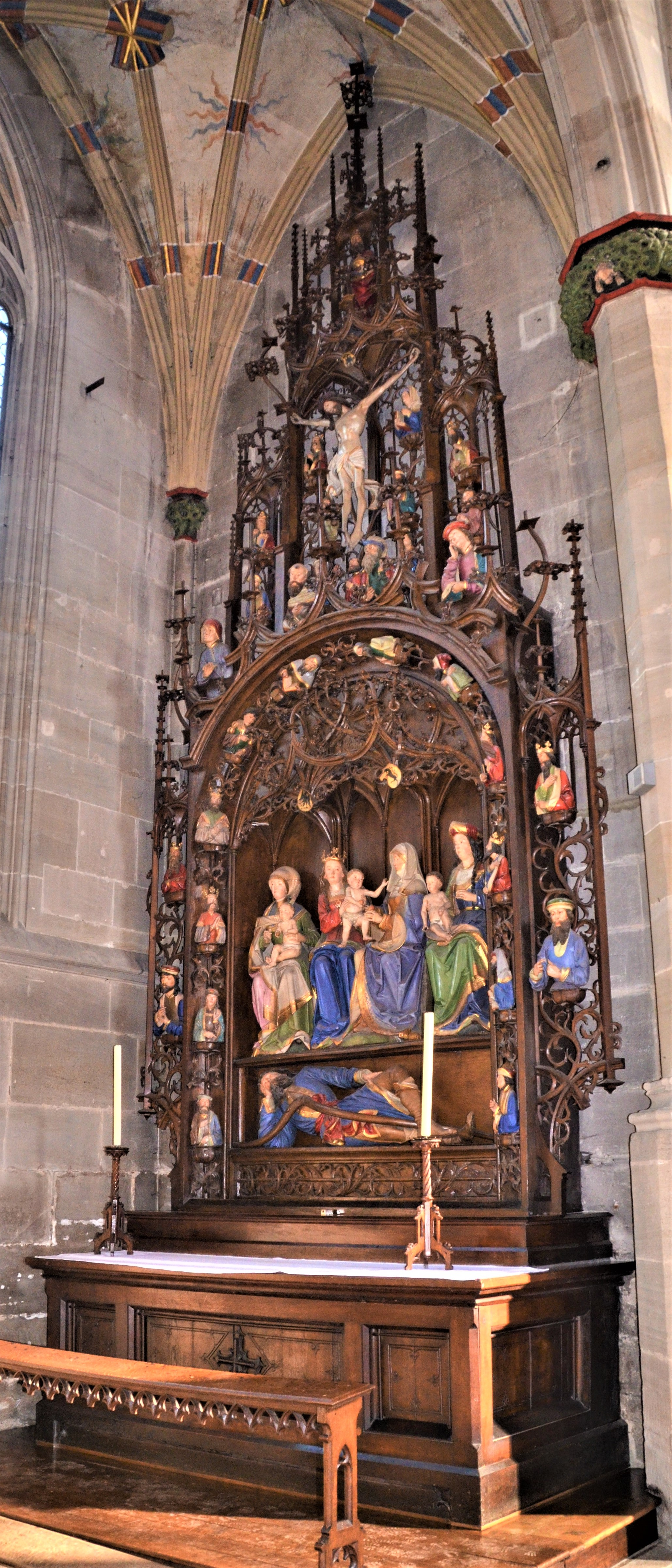
Sippen- oder Wurzel-Jesse-Altar in der Schreyerkapelle

### Gestühl und Kanzel

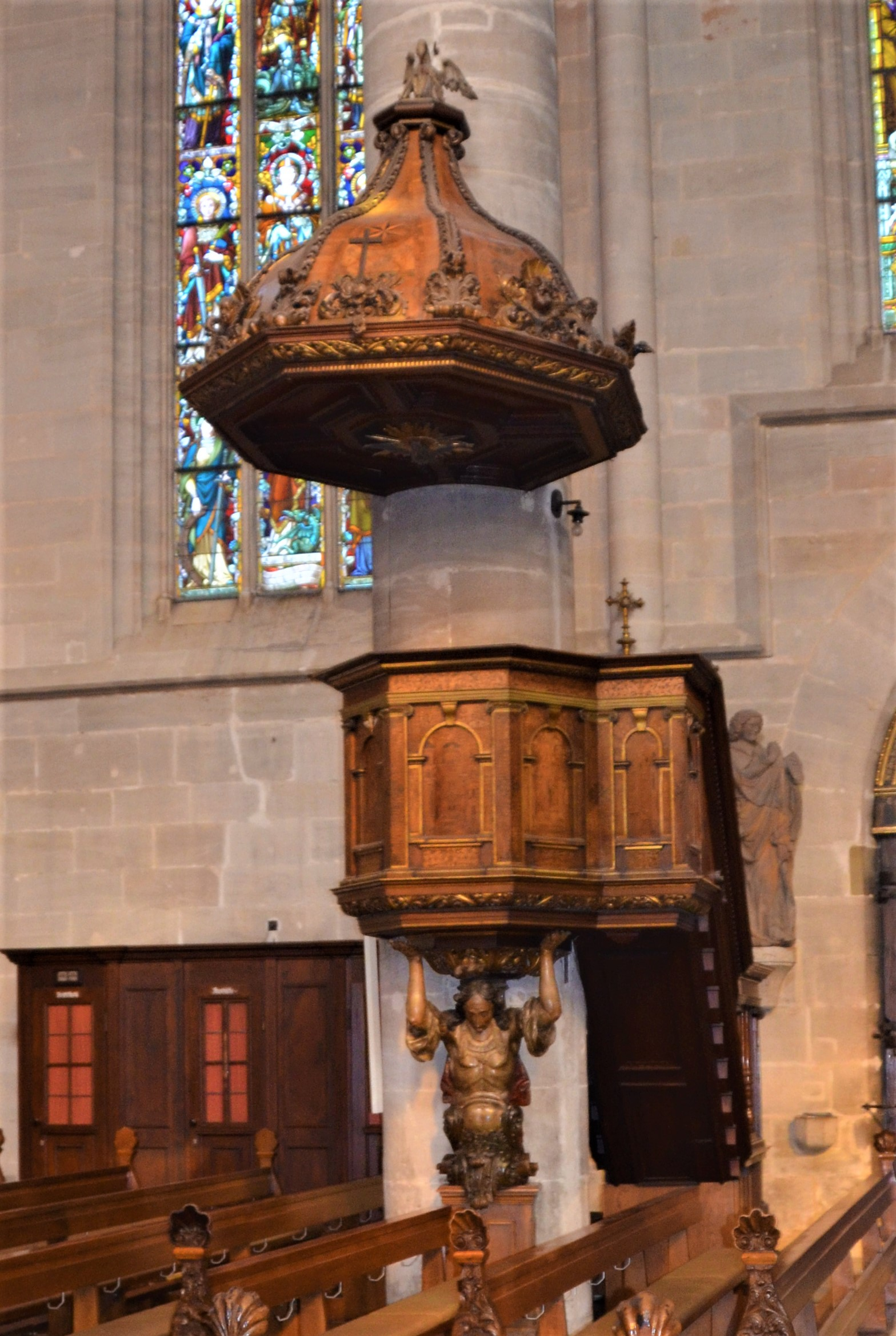
Kanzel

Das 24-sitzige Chorgestühl ist in die Säulenzwischenräume des Chorraums eingepasst und wurde nach dem Turmeinsturz als zweites Chorgestühl von Adolf Daucher (dem Jüngeren) aus Augsburg 1550 erstellt. Die Sitze sowie die Pultwand, deren Felder mit Intarsien geschmückt sind, stammen höchstwahrscheinlich noch vom Vorgängergestühl. In dieser Zeit einzigartig waren die auf dem Gesims des Chorgestühls stehenden Doppelfiguren, die auf der Nordseite die Apostel darstellen und auf der Südseite die Propheten. Diese Figuren sind jeweils 1,30 m hoch und halten ein Band oder eine Tafel, auf der entweder ihr Name oder ein bezeichnender Spruch zu lesen ist. Die kunstvollen Wangen des Gestühls im Schiff wurden 1724 geschaffen und 1973 bei der Erneuerung des Gestühls übernommen.
Ebenfalls von Adolf Daucher wurde der mit perspektivischen Intarsien gezierte Kanzelkorb geschaffen, der 1551 am dritten nördlichen Rundpfeiler befestigt wurde. 1718 wurde der Schalldeckel über dem Kanzelkorb befestigt, der dem Gmünder Peter Albrecht zugeschrieben wird.

### Orgel

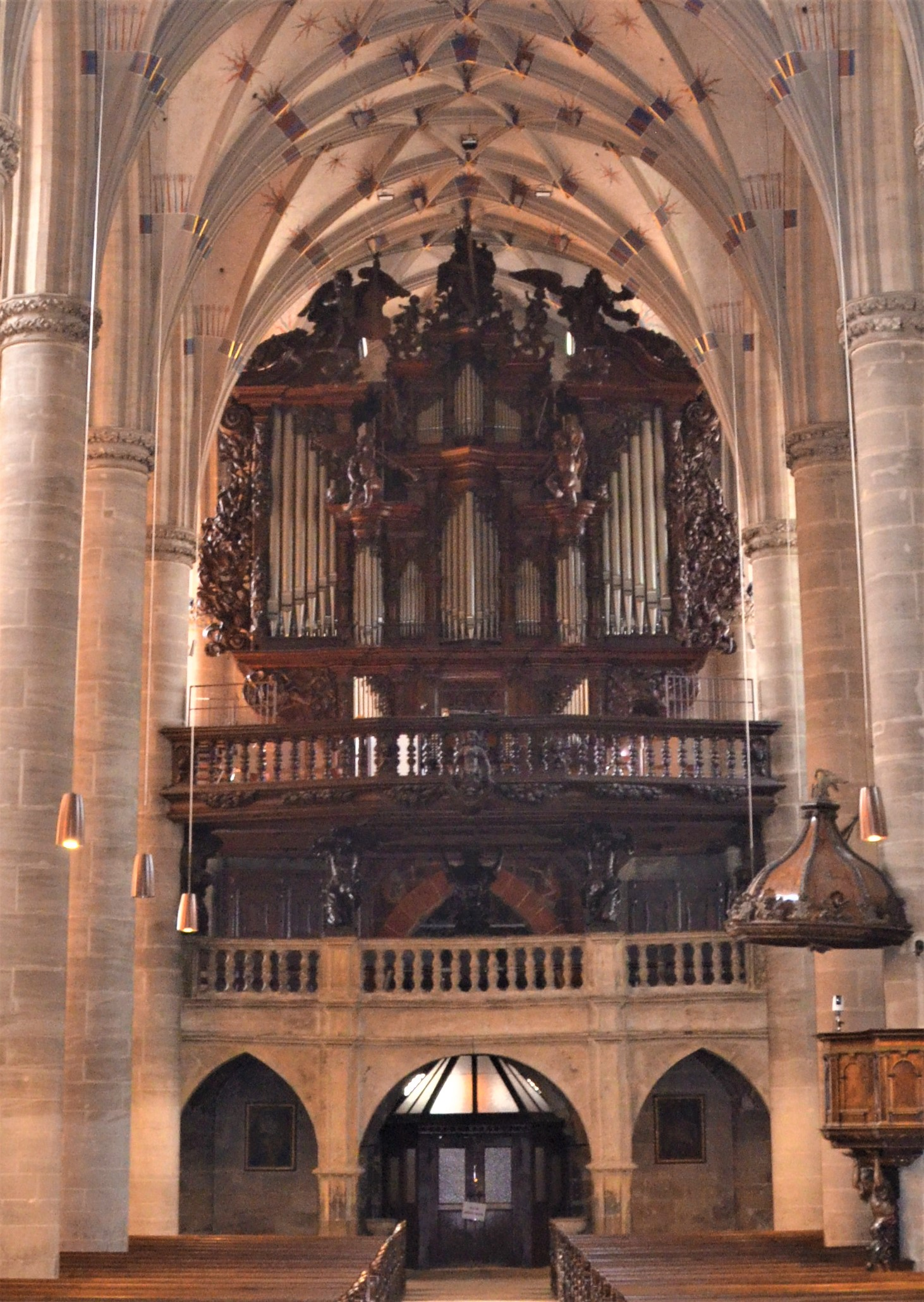
Empore mit Orgelprospekt

Nachdem schon 1530 eine kleine Orgel auf der Empore Erwähnung gefunden hatte, wurde 1544 von Benedict Klotz aus Dinkelsbühl die erste Hauptorgel für das Gmünder Münster erbaut. Nach dem – dank einer testamentarischen Spende des Bürgermeisters Johann Burkhart Mössnang – Johann Michael Maucher 1688 den prunkvollen Orgelprospekt mit Empore schuf, wurde von Paul Prescher aus Nördlingen eine neue Hauptorgel für das Münster konzipiert, welche ca. 27 Register umfasste. 1878 wurde in das historische Gehäuse eine neue Orgel von der Firma Orgelbau Friedrich Weigle aus Echterdingen eingesetzt, die nun 30 Register und zwei Manuale sowie Pedal enthielt. Keine hundert Jahre später wurde auch diese durch eine Orgel der Firma Johann Klais aus Bonn ersetzt. Am 25. September 1983 wurde die Klais-Orgel im Münster eingeweiht.
Die Orgel ist über die Grenzen der Diözese für ihre klanglichen Möglichkeiten und ihre technische Präzision bekannt und genießt von international bekannten Organisten große Anerkennung. In den 11 Meter hohen Orgelprospekt, der von acht Atlanten getragen wird, wurde eine Orgel mit 56 Registern, drei Manualen, zirka 3800 Pfeifen und einem Pedal eingebaut. Kirchenmusikdirektor Hubert Beck und der Orgelbauer Hans Gerd Klais konzipierten eine Orgel, die für ein breites Spektrum an Orgelmusik ausgelegt ist.
Ende der 1990er Jahre wurde ein Röhrenglockenspiel mit 25 Glockentönen eingebaut. 2009 wurde die gesamte Elektronik der Münsterorgel erneuert und im Hauptwerk eine Portunalflöte 8′ eingebaut.
Berühmtheit erlangte die Münsterorgel auch durch das Festival Europäische Kirchenmusik, das jährlich in Schwäbisch Gmünd stattfindet und die regelmäßig im Münster stattfindenden Orchestermessen, die viele Besucher über die Stadtgrenze hinaus nach Schwäbisch Gmünd locken. Sie ist das Instrument der Finalrunde des Internationalen Wettbewerbs für Orgelimprovisation, der alle zwei Jahre in Schwäbisch Gmünd stattfindet. Die Orgel gilt als eines der bedeutendsten Orgeldenkmäler im süddeutschen Raum.
Disposition von 1983 (Hubert Beck und Hans Gerd Klais) – 2009 (Stephan Beck und Philipp Klais):

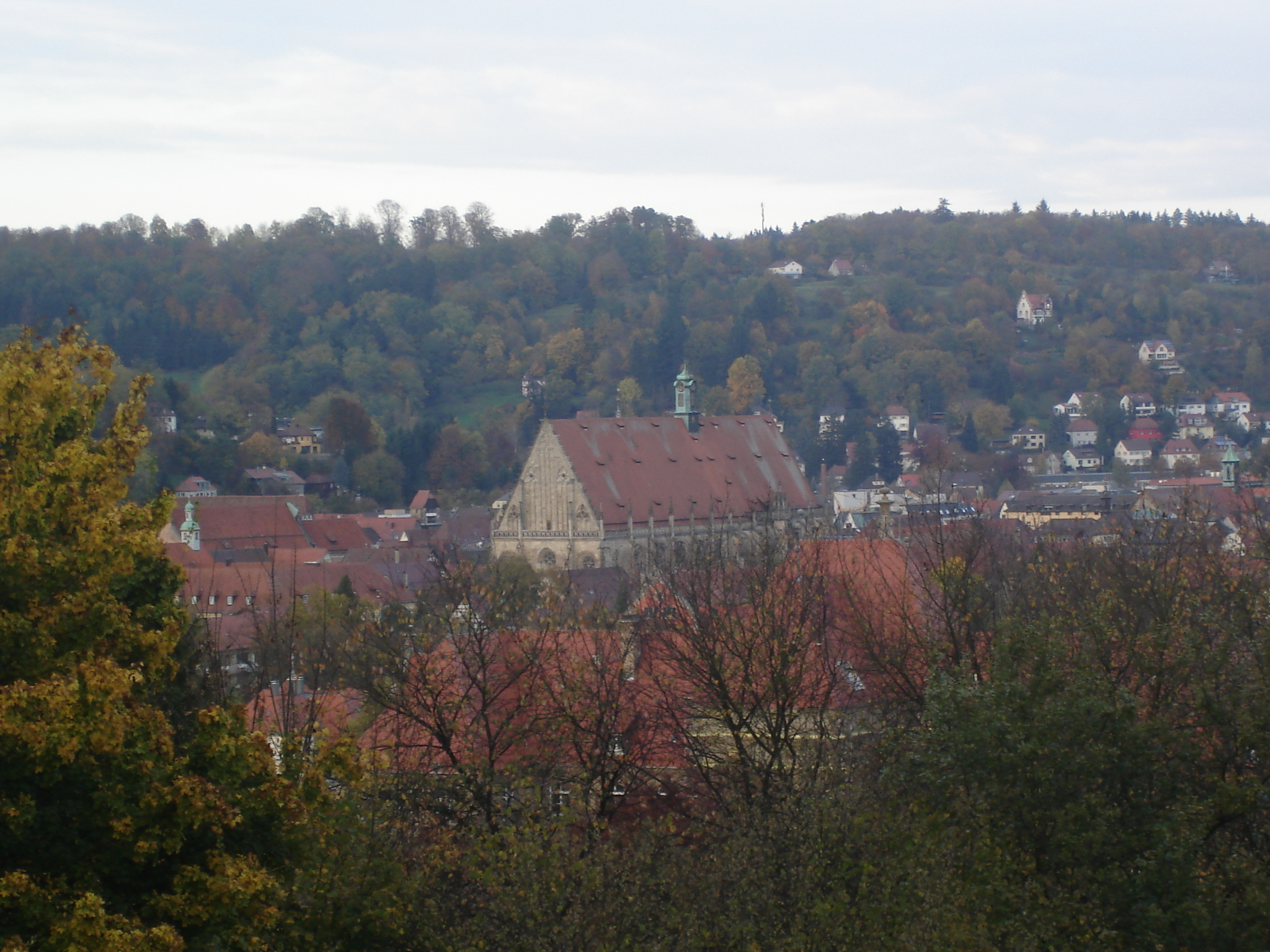
Das Münster beherrscht bis heute das Bild der Altstadt von Schwäbisch Gmünd

| I Oberwerk C–g3 |        |
| Praestant       | 8′     |
| Holzgedackt     | 8′     |
| Principal       | 4′     |
| Rohrflöte       | 4′     |
| Nasard          | 2 ⁄3′  |
| Octave          | 2′     |
| Waldflöte       | 2′     |
| Terz            | 1 3⁄5′ |
| Quinte          | 1 ⁄3′  |
| Superoctave     | 1′     |
| Scharff V       | 1′     |
| Holzdulcian     | 16’    |
| Cromorne        | 8′     |
| Tremulant       |        |

| II Hauptwerk C–g3 |       |
| Praestant         | 16′   |
| Principal         | 8′    |
| Portunalflöte     | 8′    |
| Rohrflöte         | 8′    |
| Salicional        | 8′    |
| Octave            | 4′    |
| Spitzflöte        | 4′    |
| Quinte            | 2 ⁄3′ |
| Superoctave       | 2′    |
| Mixtura major IV  | 2’    |
| Mixtura minor     | 1⁄2′  |
| Cornet V          | 8′    |
| Trompete          | 16′   |
| Trompete          | 8’    |

| III Schwellwerk C–g3 |       |
| Bourdon              | 16′   |
| Holzprincipal        | 8′    |
| Trichtergedackt      | 8′    |
| Gamba                | 8′    |
| Vox coelestis        | 8′    |
| Principal            | 4′    |
| Traversflöte         | 4′    |
| Flageolett           | 2′    |
| Sesquialter II       | 2 ⁄3′ |
| Mixtur V             | 2 ⁄3′ |
| Basson               | 16′   |
| Trompette harm.      | 8′    |
| Hautbois             | 8′    |
| Clairon harm.        | 4′    |
| Glocken              | 4′    |
| Tremulant            |       |

| Pedal C–f1     |     |
| Contraviolon   | 32′ |
| Principal      | 16′ |
| Subbaß         | 16′ |
| Violon         | 16′ |
| Octave         | 8′  |
| Bourdon        | 8′  |
| Cello          | 8′  |
| Superoctave    | 4′  |
| Hintersatz V   | 4′  |
| Contrabombarde | 32′ |
| Bombarde       | 16′ |
| Posaune        | 16′ |
| Trompete       | 8′  |
| Kopftrompete   | 4′  |

### Bleiglasfenster

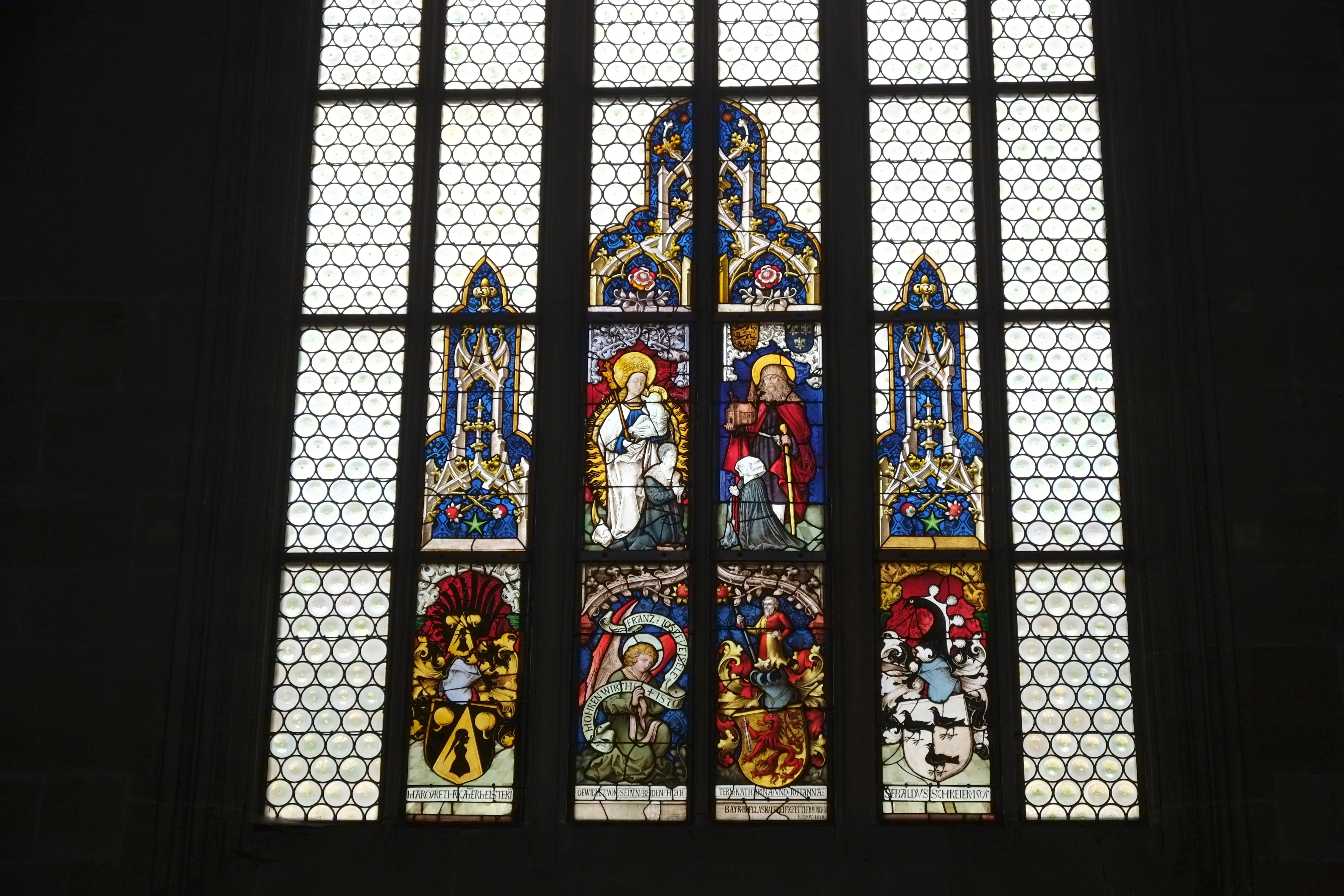
Fenster der Taufkapelle

Über die Verglasung des Münsters im Mittelalter ist nichts übermittelt worden, außer dass zur Rettung der nach der Katastrophe 1497 eingeschlossenen Christen Fenster eingeschlagen wurden. Der älteste Glasmalereibestand im Münster befindet sich in der Sebalduskapelle. Teile der Bleiglasfenster stammen schon von 1506. An der „dürerischen Maria“ im Strahlenkranz soll der Gmünder Künstler Hans Baldung genannt Grien mitgewirkt haben. Auch die Verglasung der Schatzkammer ist älter als die restlichen Fenster im Münster, die im 19. und 20. Jahrhundert eingefügt wurden.
Das gesamte Münster wurde mit Ausnahme der Sebalduskapelle und der Schatzkammer zwischen 1856 und 1893 von verschiedenen Meistern neu verglast. Der größte Teil der Fenster wurde von Eduard Hecht erstellt. Hierbei wurden verschiedenste Motive verwendet.
Um 1905 wurden zwei Chorobergadenfenster in Kathedralglas gefertigt, bei denen nur farbiges Maßwerk und Bordüren verwendet wurden. Die Rundfenster der Westfassade wurde 1957 neu verglast. Zwischen 1952 und 1967 wurden Fenster von Wilhelm Geyer in den östlichen Chorkapellen und den dazugehörigen Obergadenfenstern eingesetzt, die den Kreuzweg, Ostern und Pfingsten zum Thema haben und unten in kathedralen Blau und Rottönen sowie oben in Gelb- und Rottönen gestaltet sind. Dabei wurde die alte Verglasung zerstört. Die Einsetzung dieser Fenster wird heute zum Teil kritisch bewertet. Die farbliche Gestaltung, neben der Zerstörung der alten Fenster sind Kritikpunkte, denn die unterschiedliche Farbigkeit und die Dunkelheit der Töne schaffen nicht den Ausgleich zu der dunklen Möblierung, wie es die hellen, aber trotzdem kräftig farbigen, Fenster des 19. Jahrhunderts getan haben.

### Glocken

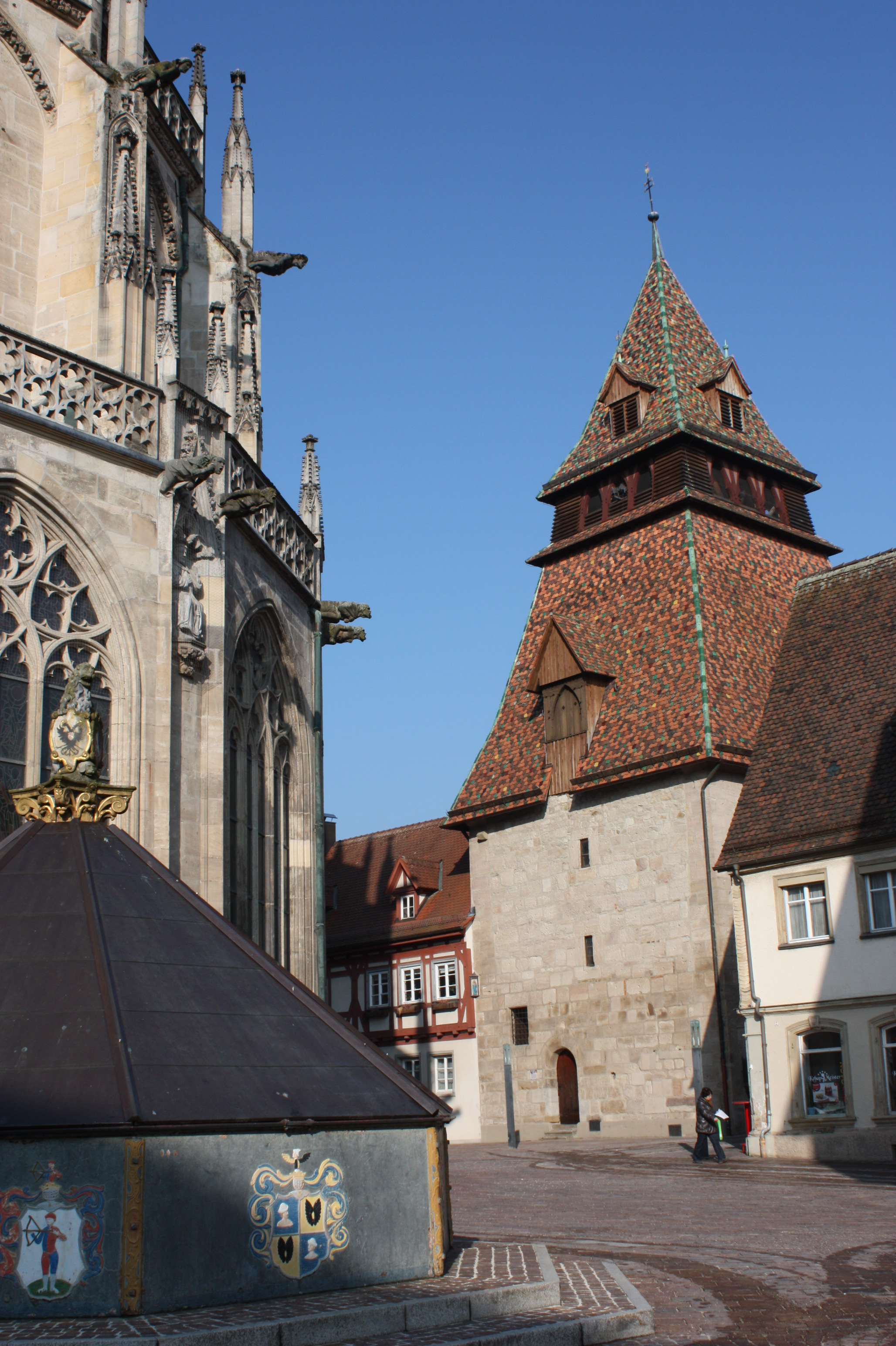
Glockenturm des Münsters mit dem Löwenbrunnen im Vordergrund

Das große Geläute des Münsters wurde nach dem Einsturz der Türme 1497 in den Glockenturm verlegt. Im Dachreiter des Münsters befinden sich zwei weitere kleinere Glocken, wobei die erste Glocke ursprünglich für den Dachreiter gegossen wurde und die zweite vom St. Salvator in Schwäbisch Gmünd stammt, da ihre Vorgängerin zersprungen war. Diese beiden Glocken wurden beide von Christian Victor Herold aus Nürnberg gegossen.
Außerdem befinden sich im Münster noch eine Sanctusglocke im Chor und eine Sakristeiglocke.
| Nr. | Name            | Durchmesser | Gussjahr        | Ton |
| --- | --------------- | ----------- | --------------- | --- |
| 1   | k. A.           | 675 mm      | 1764            | b   |
| 2   | k. A.           | 540 mm      | 1763            | fis |
| I   | Sanctusglocke   | 180 mm      | 17. Jahrhundert | e″  |
| II  | Sakristeiglocke | 140 mm      | 19. Jahrhundert | f″  |

### Münsterschatz
Der Münsterschatz des Heilig-Kreuz-Münsters ist mit über 300 Objekten aus 600 Jahren einer der umfangreichsten Kirchenschätze in Baden-Württemberg. Dank der kontinuierlichen Stiftungen und Anschaffungen in jedem Jahrhundert ist eine besondere Vielfalt der Stile im Münsterschatz vorzufinden. Er wurde bis 1987 in der Schatzkammer des Münsters aufbewahrt und ist dort dank günstiger Umstände weitestgehend vollständig erhalten geblieben. Da er immer nur teilweise und meist nur an hohen Feiertagen für die Gläubigen zu sehen war, beschloss die Münstergemeinde 1987 einen Teil des Münsterschatzes als Dauerleihgabe dem städtischen Museum im Prediger in Schwäbisch Gmünd zur Verfügung zu stellen, damit er ganzjährig besichtigt werden kann. Bis heute werden an den jeweiligen Feiertagen die für den Gottesdienst üblichen Teile des Münsterschatzes im Gottesdienst eingesetzt und für diese Zeit vom Museum zurück in die Münsterschatzkammer überführt.
Das älteste und kostbarste Stück des Münsterschatzes stellt das Heilig-Kreuz-Reliquiar dar, das immer zum Patrozinium im Münster zu sehen ist. Das um 1440 geschaffene silberne, zum Teil vergoldete und mit blauem Email verzierte Kreuz enthält ein in Gold eingefasstes Stück Holz, das vom Kreuz Christi stammen soll.
Ebenfalls aus dem 15. Jahrhundert stammt eine große gotische Turmmonstranz, die einem Querschnitt durch eine gotische Basilika gleicht, mit Strebepfeiler, Fialen, Maßwerk und Wasserspeier.
Unter vielen weiteren Monstranzen im Kirchenschatz haben noch zwei besondere Aufmerksamkeit verdient. Die eine Monstranz wurde um 1700 in Ulm gefertigt und verbindet die Renaissance mit dem Barock. Die andere wird auch Strahlenmonstranz genannt. Diese besonders große und filigrane Monstranz ist aus vergoldetem Silber geschaffen. Ihr Fuß wird durch einen geflügelten Engel gebildet. Große silberne Relieffiguren, die paarweise angelegt sind, zieren die Oberfläche.
Die meisten Stücke des Kirchenschatzes sind Reliquienträger sowie Gebrauchsgegenstände des Gottesdienstes: Kelche, Kännchen, Weihrauchfässer, Schalen, Leuchter etc. Von ihnen existieren meist mehrere Generationen, so enthält der Münsterschatz alleine fünf Weihrauchfässer.
Besondere Aufmerksamkeit verdient darunter die um 1700 vom Augsburger Goldschmied Michael Mair angefertigte Prunkgarnitur. Hierzu zählen neben der Strahlenmonstranz auch ein mit Rubinen und Brillanten besetzter Kelch, der zusätzlich noch mit Emailmedaillons verziert ist, und diverse andere Stücke.

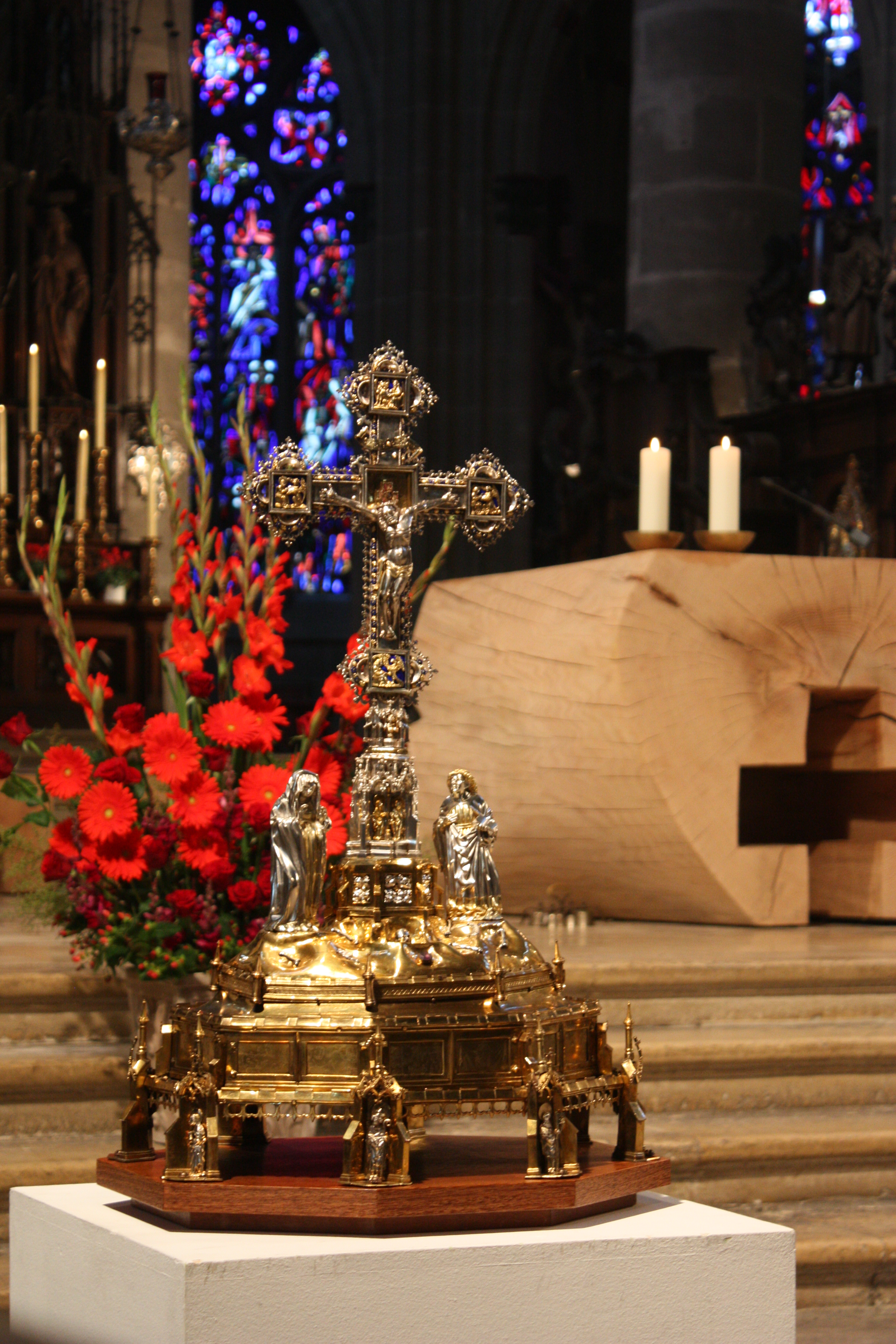
Das Heilig-Kreuz-Reliquiar von 1440 am Patrozinium 2010
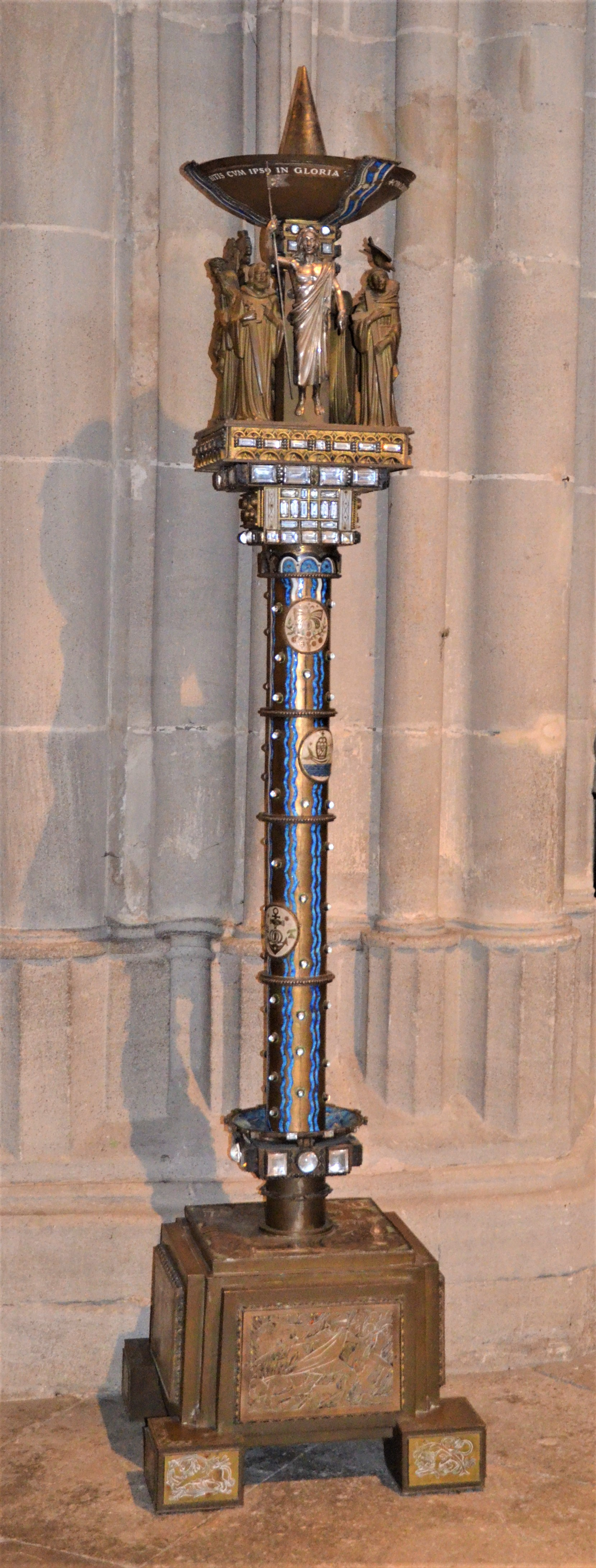
Osterkerzenständer
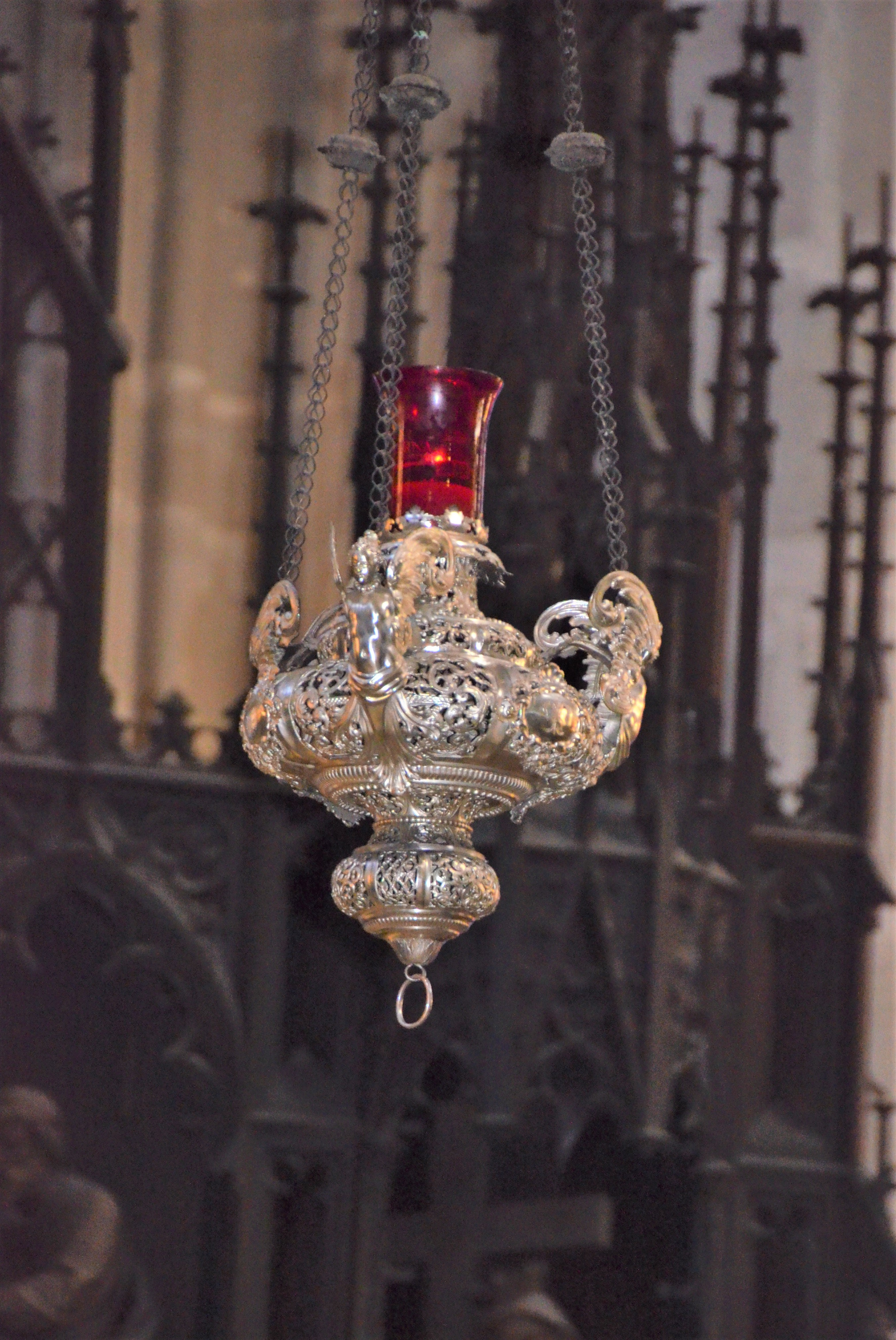
Ewiges Licht
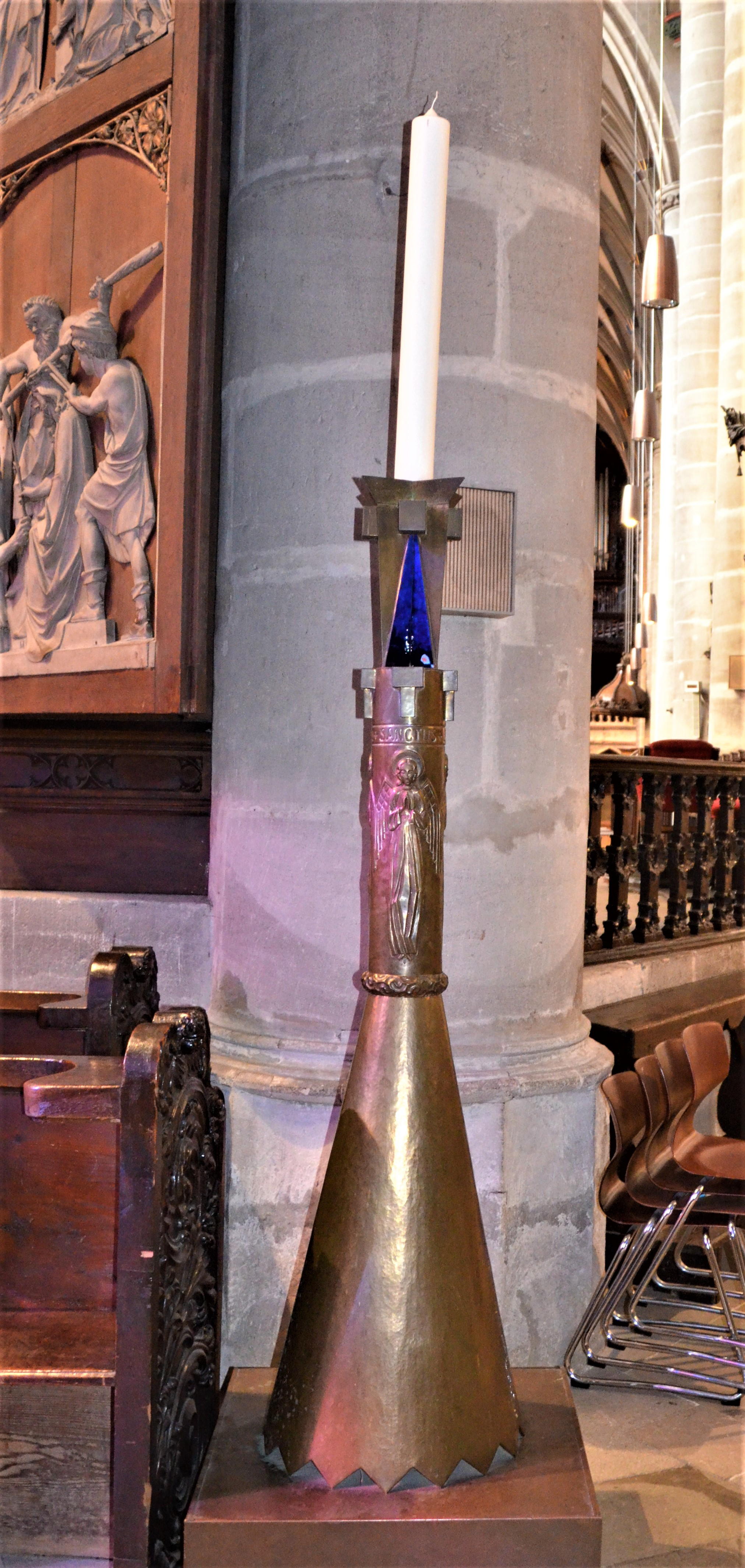
Sanktusleuchter
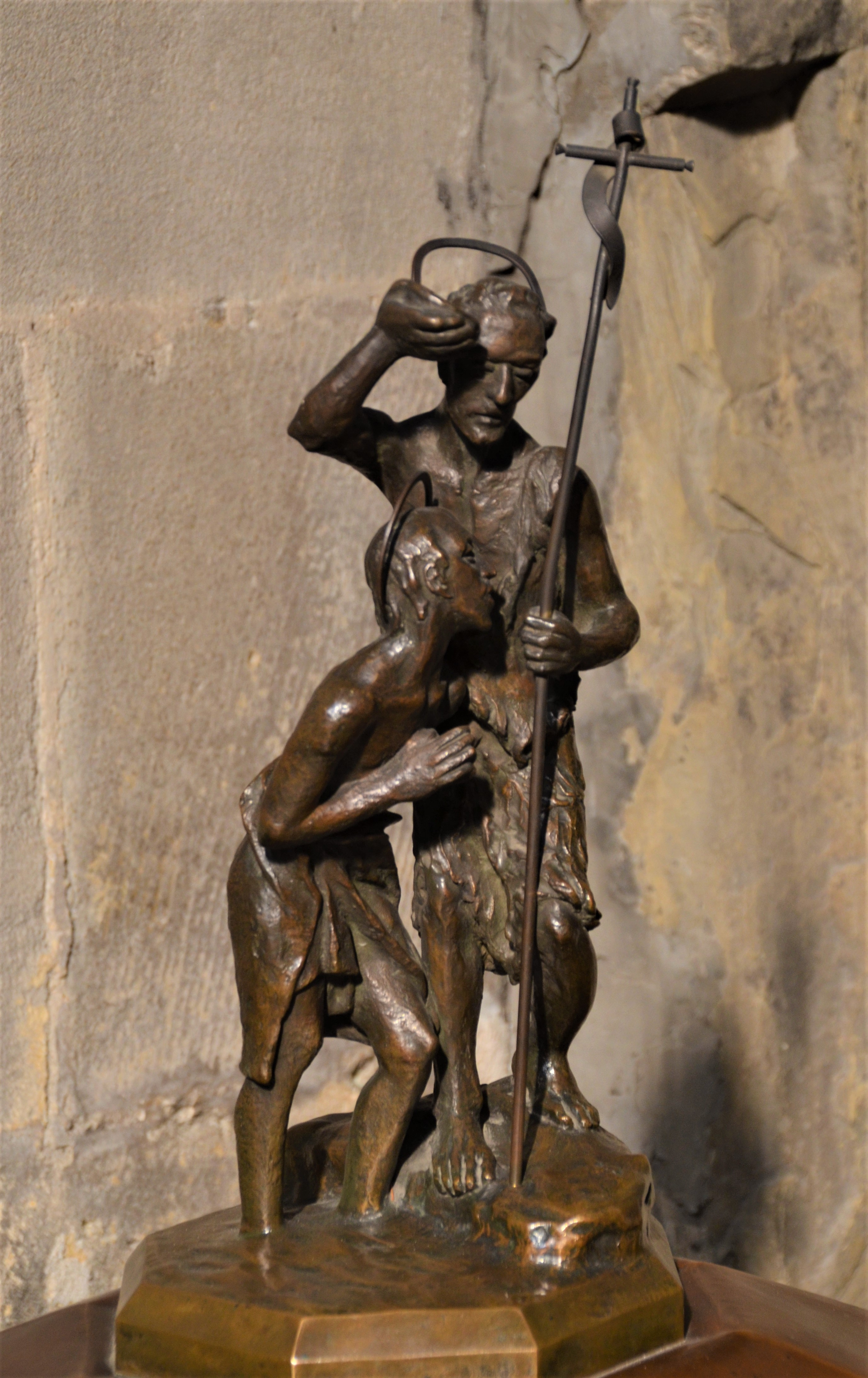
Figur auf dem Deckel des Taufsteins

### Die Gmünder Kreuzreliquie
Die Herkunft der Gmünder Kreuzreliquie ist kontrovers diskutiert. Ein Splitter des Kreuzes wurde von Staufer Konrad III. im 12. Jahrhundert an das Kloster Lorch geschenkt, dem die Stadt Schwäbisch Gmünd kirchlich unterstellt war. Ob dieses identisch ist, mit diesem, das Irene von Byzanz, die Frau des deutschen Königs Philipp von Schwaben, dem Kloster Lorch geschenkt haben soll, ist offen.
Ob die heute in Gmünd erhaltene Kreuzreliquie mit derjenigen des Klosters identisch ist, muss ebenfalls offenbleiben. Die Lorcher Reliquie war ein großes Stück vom Kreuz Christi. Ein Reliquienverzeichnis des 15. Jahrhunderts beginnt: „Vom heiligen Kreuz ein großes Stück (Item de sancta cruce magna pars)“. Die Kreuzreliquie wurde in einem mit Gold und Silber geschmückten Reliquiar aufbewahrt (tabula auro et argento ornata, in qua antiquo lignum sancte crucis conservatum fuit) und war immerhin so groß, dass der weltgewandte Lorcher Mönch Nikolaus Vener mit einem Teilstück davon eine Echtheitsprobe im Feuer vornehmen konnte. Die Tradition besagt, dass diese Lorcher Reliquie dieselbe ist, die heute in Schwäbisch Gmünd beheimatet ist.
Hiergegen spricht, dass schon im Jahr 1300 in einer Ablassurkunde für die Gmünder Johanniskirche der Besitz eines Kreuzpartikels attestiert wird. 1317 wird in einem Ablassbrief des Papsthofes in Avignon eine Ecclesia parocchialis ad sanctum crucem also eine Pfarrkirche zum Heiligen Kreuz erwähnt. Hermann Kissling und Peter Spranger gehen davon aus, dass bei der Neuordnung der Gmünder Kirchen im Jahr 1297, als mit dem Übergang vom Kloster Lorch an das Domkapitel in Augsburg die Johanniskirche zur Filialkirche herabgestuft und das Münster zur Stadtpfarrkirche wurde, die Kreuzreliquie von der Johanniskirche an das Münster überging. Auch sie vertreten die Ansicht, dass diese Reliquie von Lorch an die Johanniskirche kam.

## Kollegiatstift

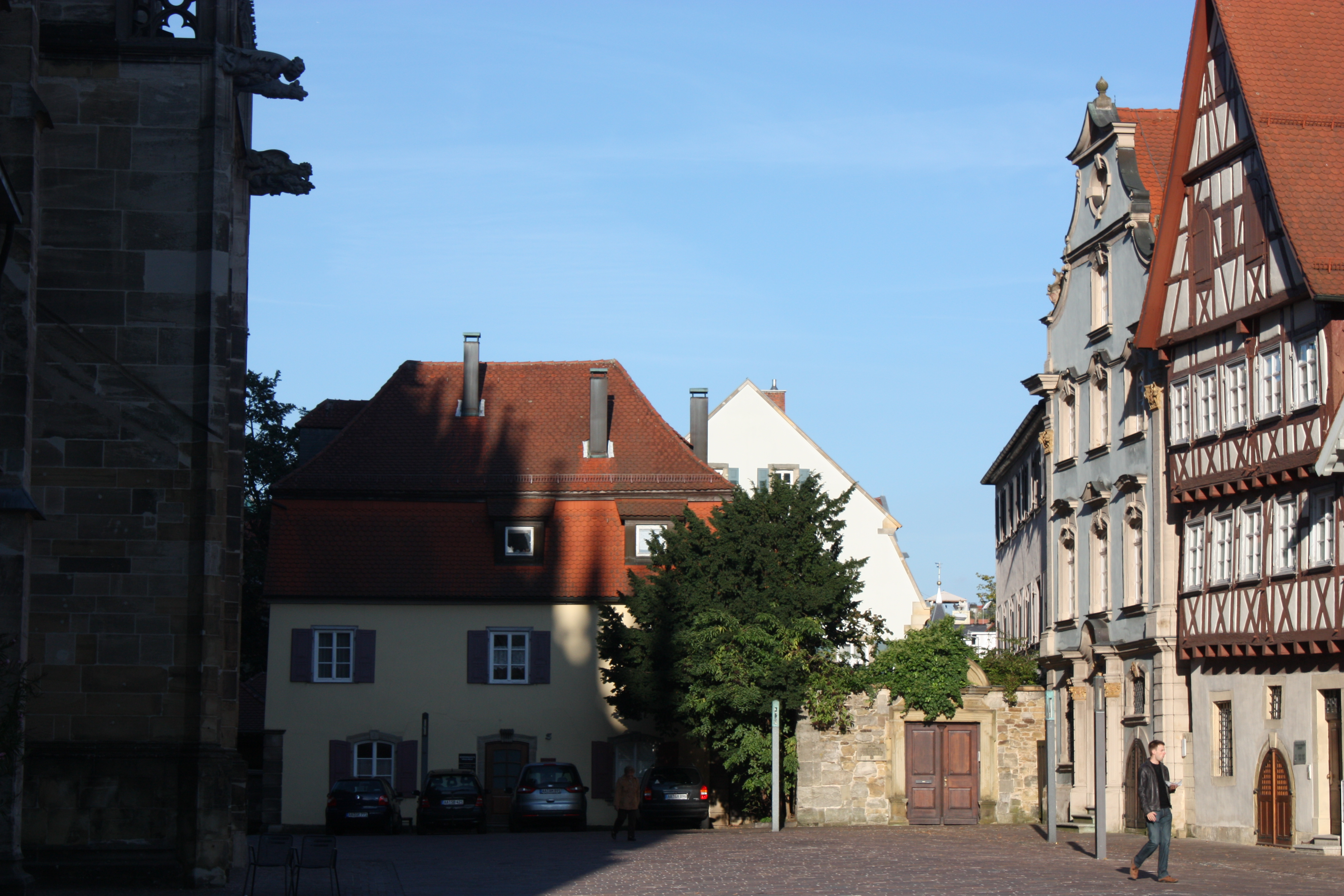
Der südöstliche Münsterplatz: Frontal die Münsterbauhütte, rechts daneben das Tor zum Pfarrhaus des Münsterpfarrers, anschließend das Kapitelshaus des Kollegiatstiftes

Die Stadtpfarrkirche wurde am 31. Oktober 1761 durch den Bischof Joseph I. von Augsburg zur Stifts- und Kollegialkirche erhoben, wodurch die Stadt nun einen eigenen Stiftsdekan und Stiftspropst aufwies und die Kapläne der Stadt zu Kanonikern wurden. Die damit verbundene Gründung des Stadtkapitels hatte die ersehnte Abspaltung vom Landkapitel zur Folge. Diese wurde, neben den Stadtgeistlichen, auch vom damaligen Bürgermeister der Reichsstadt Joseph Ferdinand Anton Storr von Ostrach forciert. Der Grund hierfür war, dass 1753 anstatt eines Gmünder Geistlichen der Dorfpfarrer Schedel von Eschach zum Dekan gewählt wurde. Das Stadtkapitel war mit einer eigenen Rechtsfähigkeit ausgestattet und besaß das Recht der freien Vermögensverwaltung und der Abhaltung von Kapitelsversammlungen.
1802 wurde die Stadt württembergisch, weshalb alle geistlichen Institutionen inklusive der Klöster aufgehoben wurden. So kam es am 21. Juli 1803 zur Auflösung des Kapitels. Das Vermögen wurde aufgelöst und die umfangreiche Kapitelsbibliothek ging an das Gmünder Stadtarchiv. Heute erinnert das, immer noch von der Münstergemeinde genutzte, Kapitelshaus am Münsterplatz an das Stadtkapitel. Es wurde von 1763 bis 1765 von Johann Michael Keller dem Jüngeren errichtet.

### Stiftspröpste
Der erste Stiftspropst wurde erst zum 15. August 1766 in sein Amt eingeführt.
1. Franz Xaver Adelmann von Adelmannsfelden, Weihbischof zu Augsburg (1766–1787)
2. Franz Xaver Debler (1787–1798)
3. Thomas Kratzer (1798–1803)

## Erhaltung

### Bauhütte und Münsterbauverein

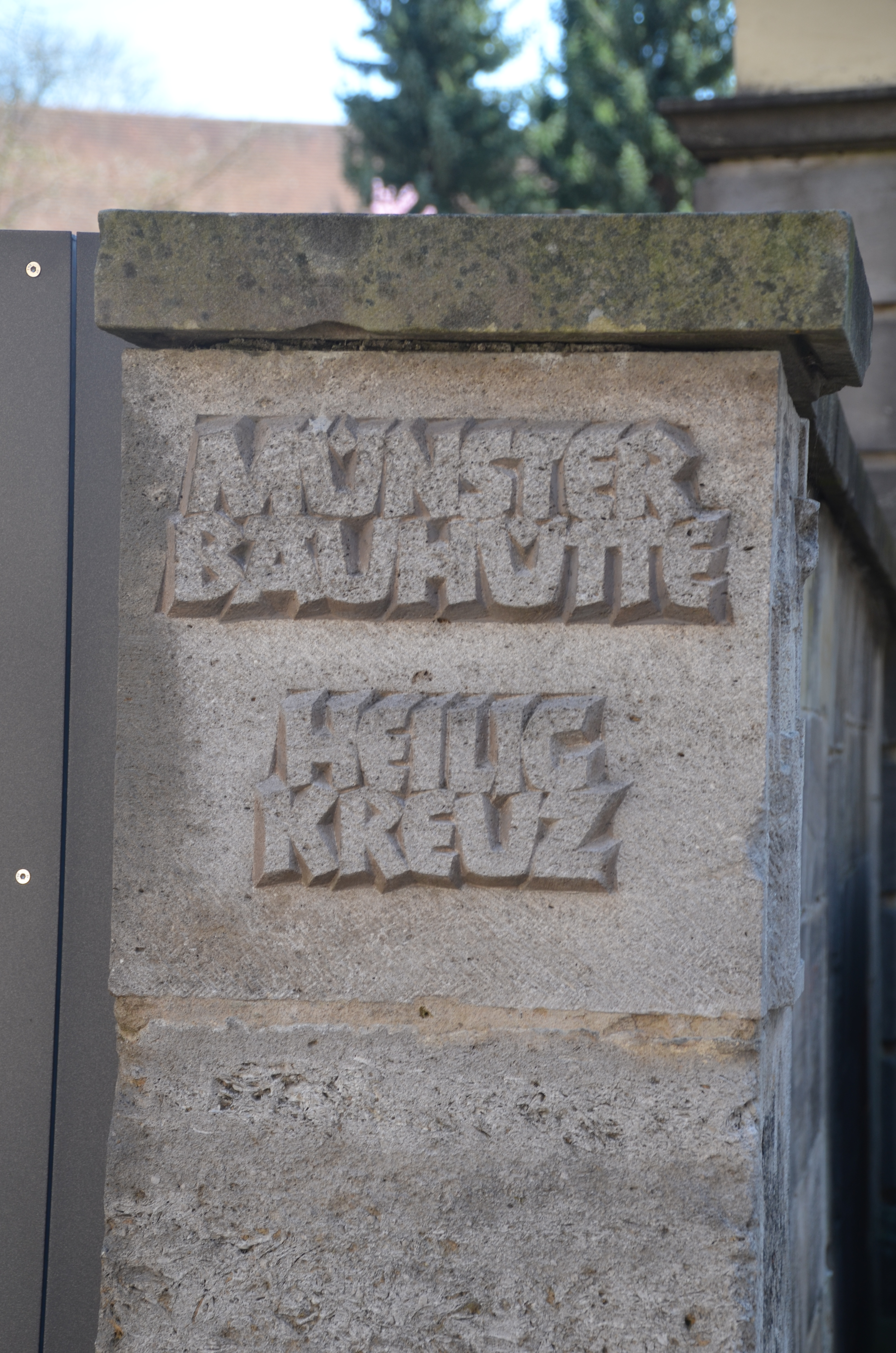
Schriftzug gegenüber dem Löwenbrunnen am Münsterplatz

Aufgrund der Menge, vor allem auch historischer Bausubstanz, für deren Erhalt die Münstergemeinde verantwortlich ist, unterhält diese bis heute eine Bauhütte. Die Münsterbauhütte Heilig Kreuz ist mit dem Münsterbaumeister sowohl für langfristig geplanten Renovierungsarbeiten, als auch für die ständig, kurzfristig anfallenden Ausbesserungsarbeiten zuständig und hat ihren Sitz am Münsterplatz. Seit 1923 sitzt diese an ihrem Standort Münsterplatz 3. Bereits bei der Chorsanierung 1878 bis 1883 und bei der Langhaussanierung 1887–1891 war eine Münsterbauhütte eingerichtet. Ab 2020 wurde mit Adelheid Maria Weber die Münsterbauhütte erstmals von einer Frau geleitet. Auf sie folgte 2023 Anke Groß als Leiterin.
Um neben Zuschüssen und Gemeindevermögen noch eine weitere Finanzierungsmöglichkeit der Unterhaltskosten zu bilden, wurde der Münsterbauverein e. V. Schwäbisch Gmünd gegründet. Neben dem Sammeln von Spenden sensibilisiert er auch die Bevölkerung durch Vorträge und Aktionen für die historische Bausubstanz. Nachdem das Münster 1975 für einsturzgefährdet erklärt und Jahre andauernde Sanierungsmaßnahmen eingeleitet wurden, bildet sich eine konfessionsübergreifende Bewegung „Rettet das Münster“, welche unter dem Dach des Münsterbauvereins organisiert wurde.
Die Münsterbauhütte von Schwäbisch Gmünd ist seit Dezember 2020 Teil des in das Register guter Praxisbeispiele der UNESCO eingetragenen Bauhüttenwesens und war am Antrag auf Eintragung des 18 europäische Bauhütten umfassenden Netzwerks beteiligt.

### Lapidarien
Da am Münster ersetzte Steine, wie zum Beispiel Skulpturen, aus konservatorischen Gründen aufbewahrt werden müssen, unterhält die Münsterbauhütte mehrere Lapidarien. Neben Lagerstätten direkt an der Münsterbauhütte oder im Dachstuhl des Münsters sind auch in der weiteren Umgebung Lapidarien eingerichtet. Öffentlich zugänglich ist lediglich das Lapidarium in der Johanniskirche.

## Friedhofskapelle St. Michael
Das Münster war lange von einem Friedhof umgeben. An der südwestlichen Friedhofsmauer befand sich die Kapelle St. Michael, deren Ausmaße auf dem Münsterplatz, im Pflaster gekennzeichnet ist. Die Bauzeit der gotischen Kapelle wurde bei Grabungen 1993 auf die erste Hälfte des 14. Jahrhunderts datiert. Sie war ein einfacher Rechteckbau mit Glockentürmchen und Rippengewölbe. Die Weiheurkunde vom 26. November 1504 weist einige Ungereimtheiten auf, so nennt diese den 1462 verstorbenen Bischof Heinrich von Hewen als vollziehenden Kleriker. 1807, im Nachklang der Säkularisation, wird die Kapelle mit Ölberg, Gruft und Beinhaus abgerissen.

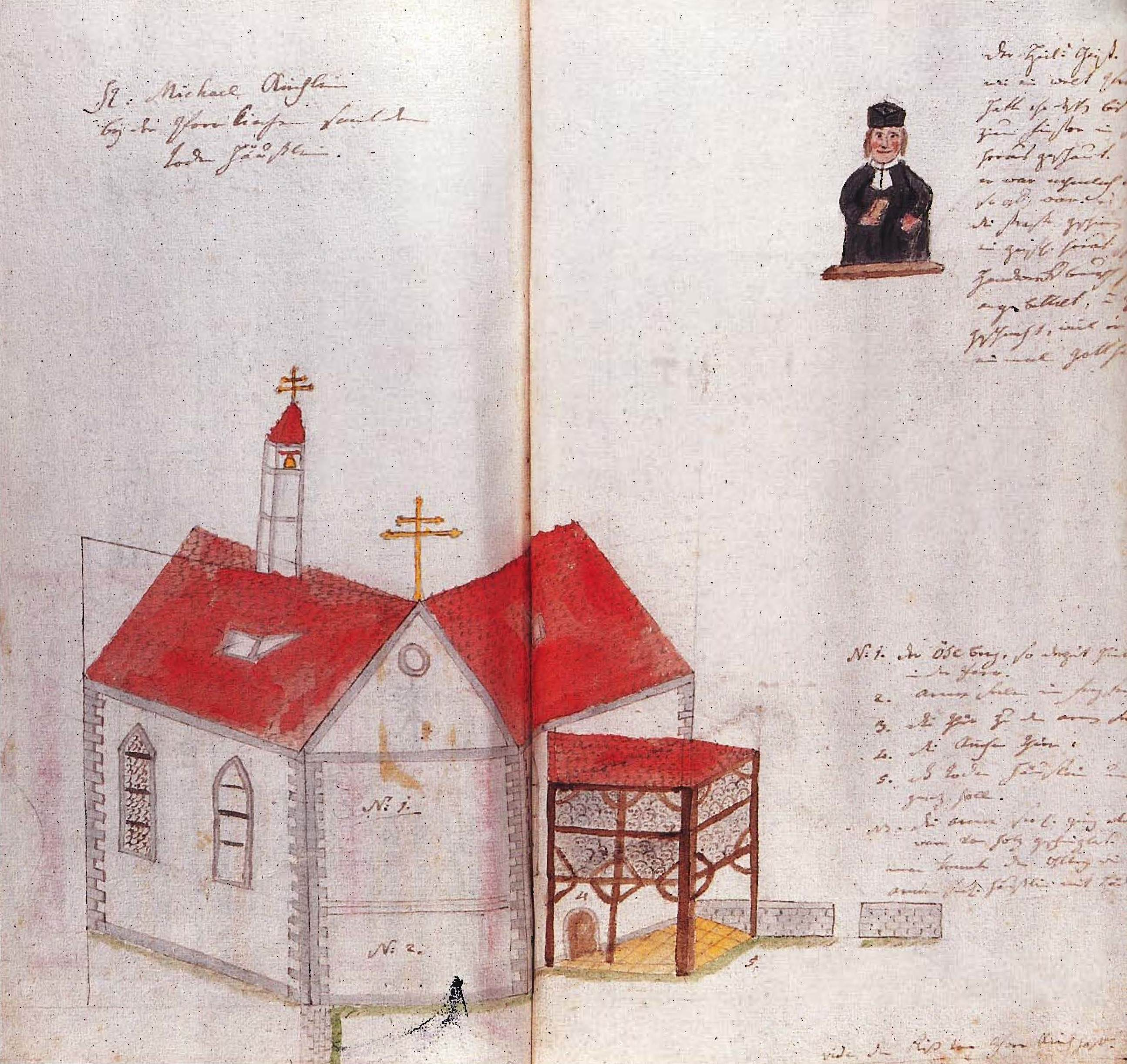
Kapelle St. Michael in der Chronik von Dominikus Debler
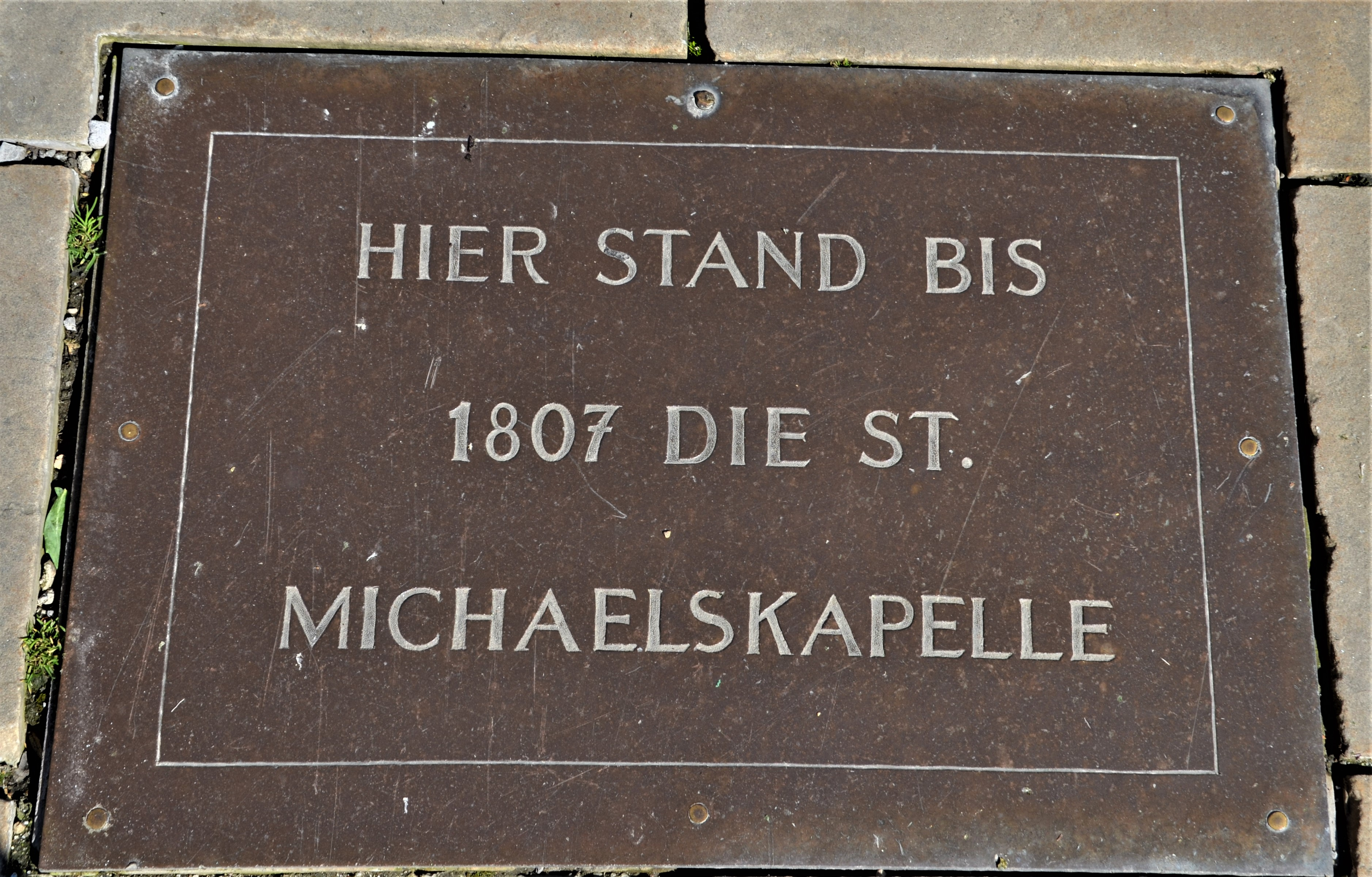
Hinweistafel auf dem Boden des Münsterplatzes
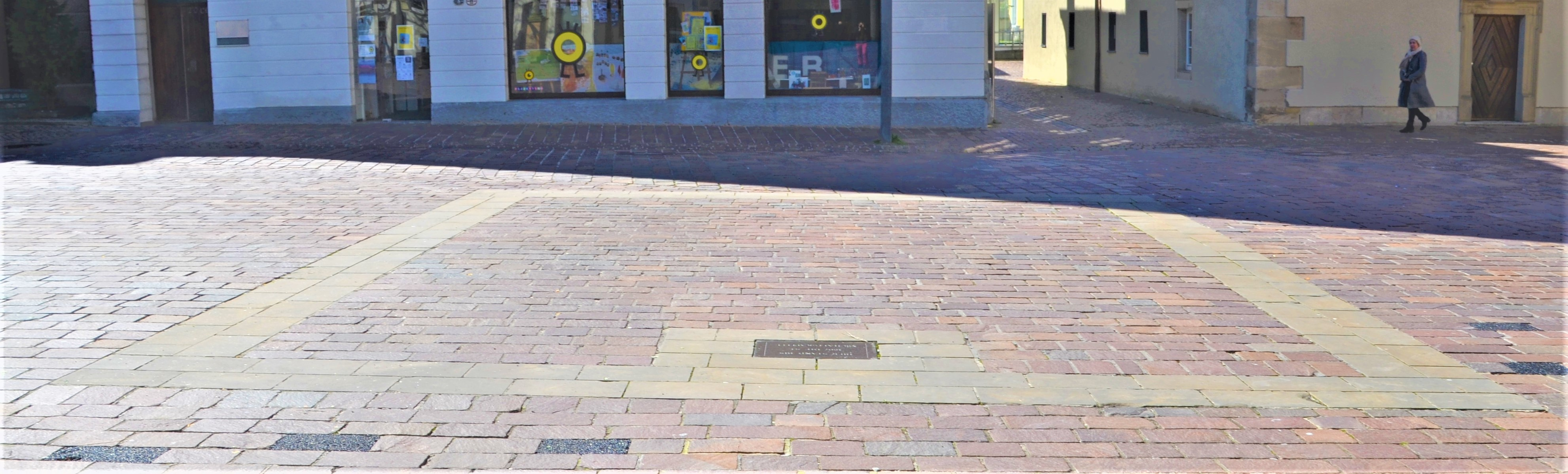
Grundriss auf dem Boden des südlichen Münsterplatzes

## Gemeinde
Das Münster ist die Gemeindekirche der katholischen Heilig-Kreuz-Münstergemeinde und Hauptkirche der Seelsorgeeinheit Schwäbisch Gmünd-Mitte, welche die Seelsorgeeinheit 17 des Dekanates Ostalb ist. Ebenfalls ist das Heilig-Kreuz-Münster die Gemeindekirche für die Belegenheitsgemeinde der Münstergemeinde, die italienische Gemeinde San Giovanni Bosco.
Neben dem internen Gemeindeleben findet in Schwäbisch Gmünd eine große Vernetzung zwischen den Gemeinden statt. Die Seelsorgeeinheit Schwäbisch Gmünd-Mitte besteht aus den Gemeinden St. Franziskus, St. Michael, St. Peter und Paul, San Giovanni Bosco, St. Nicola Tavelic, Barmherziger Jesus und Heilig-Kreuz-Münster.
Die Seelsorgeeinheit ist mit Träger der Gmünder Jugendkirche, die zunächst als ökumenischen Jugendkirche in der Filialkirche des Münsters, der Johanniskirche, beheimatet war. Seit 2016 dient der nun konfessionell-katholischen Jugendkirche die Auferstehung-Christi-Kirche in der Stadt als Kirchenraum.
Filialkirchen und Kapellen des Münsters:
- Johanniskirche
- Wallfahrtskirche St. Salvator
- St. Josef
- St. Katharina
- Dreifaltigkeitskapelle

Außerdem befinden sich auf dem Gebiet der Gemeinde noch viele Kapellen in privaten Häusern, in Ordenshäusern, in Pflegeheimen etc., sowie das Kloster der Franziskanerinnen der ewigen Anbetung.